# پیراهن زنانه

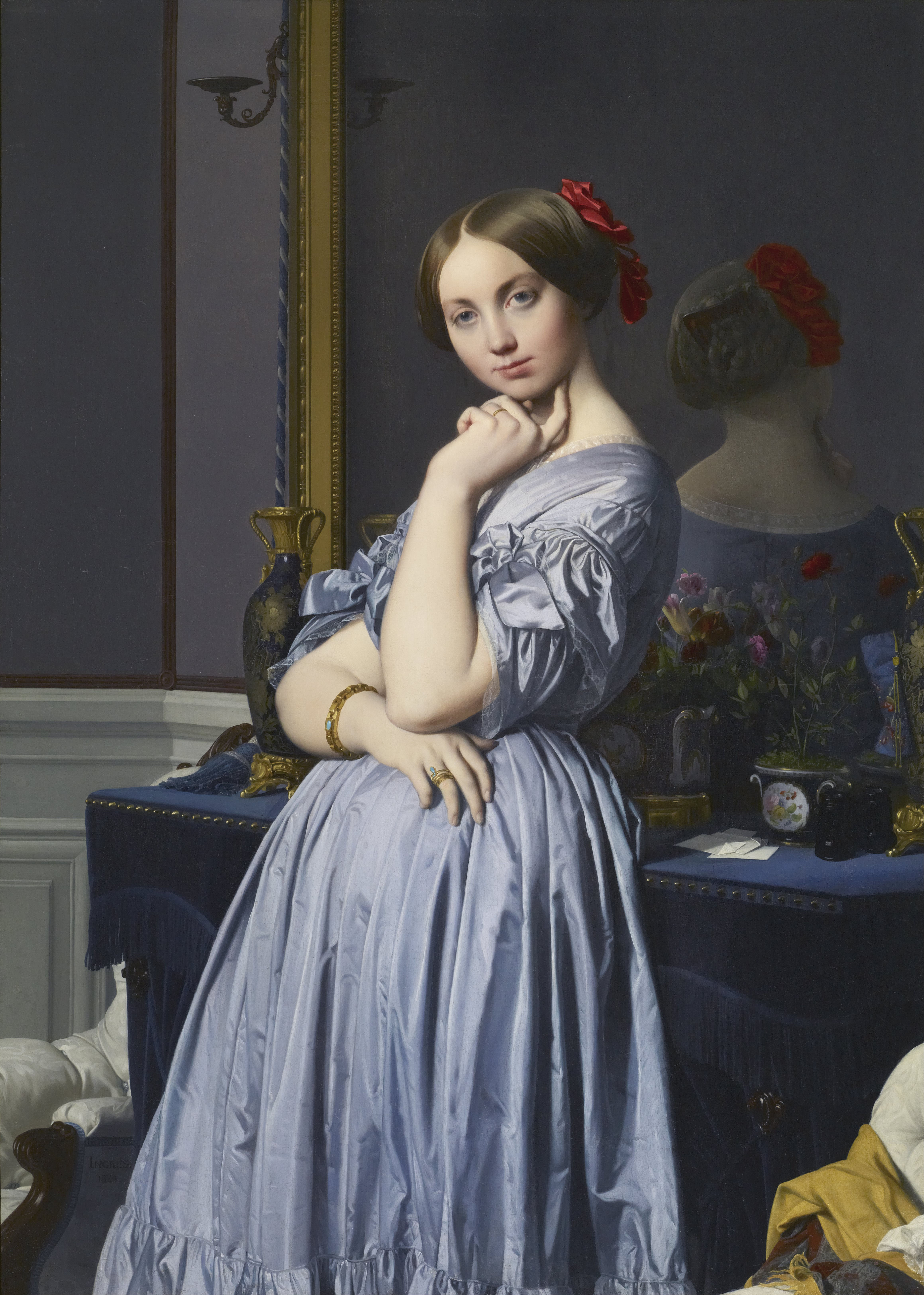
ژان اگوست دومینیک انگر کنتس دسانویل را که پیراهنی آبی به تن کرده را به تصویر می‌کشد

پیراهن زنانه نوعی پوشاک است که از اتصال دامن، بالاپوش و سینه بند تشکیل می‌شود و اغلب توسط زنان و دختران استفاده می‌شود.

لبه انتهای تحتانی پیراهن بستگی به علاقه مد، فروتنی یا سلیقه شخصی فرد پوشنده لباس دارد و متفاوت است.

## تاریخچه

### قرن ۱۹ میلادی
در این دوره پیراهن‌های زنانه به دامن و پیراهن فنری و زمخت رو آورد و پشتیبانی از سبک‌های دهه ۱۸۶۰ به‌طور چشمگیری افزایش یافت. لباس «روز» سینه بند با خط گردن بالا و آستین بلند و لباس «شب» سینه بند با خط گردن کم (دکلته) و آستین‌های خیلی کوتاه بود. https://delbano.ir
در طول این دوره، طول لباس‌های مد روز متفاوت تنها فاصله اندکی، بین طول مچ پای پیراهن و زمین بود.

### قرن ۲۰ و ۲۱ میلادی
از آغاز سال ۱۹۱۵ میلادی، لبه انتهایی لباس‌های روزانه، دنیای پوشاک را برای همیشه ترک کرد.

برای پنجاه سال آینده لباس‌های مد روز کوتاه شد (دهه ۱۹۲۰) و سپس بلند (دهه ۱۹۳۰)، سپس در سال‌های جنگ جهانی دوم به علت محدودیت پارچه پیراهن‌ها کوتاه‌تر شدند و سپس دوباره لباس‌های بلند ("نگاه جدید").
از آنجا که در دهه ۱۹۷۰، هیچ‌یک از انواع لباس برای مدت طولانی تحت سلطه مد نبود، لباس‌های کوتاه و تا مچ پا اغلب فقط در مجلات مد و کاتالوگ حضور داشتند.

## قد پیراهن

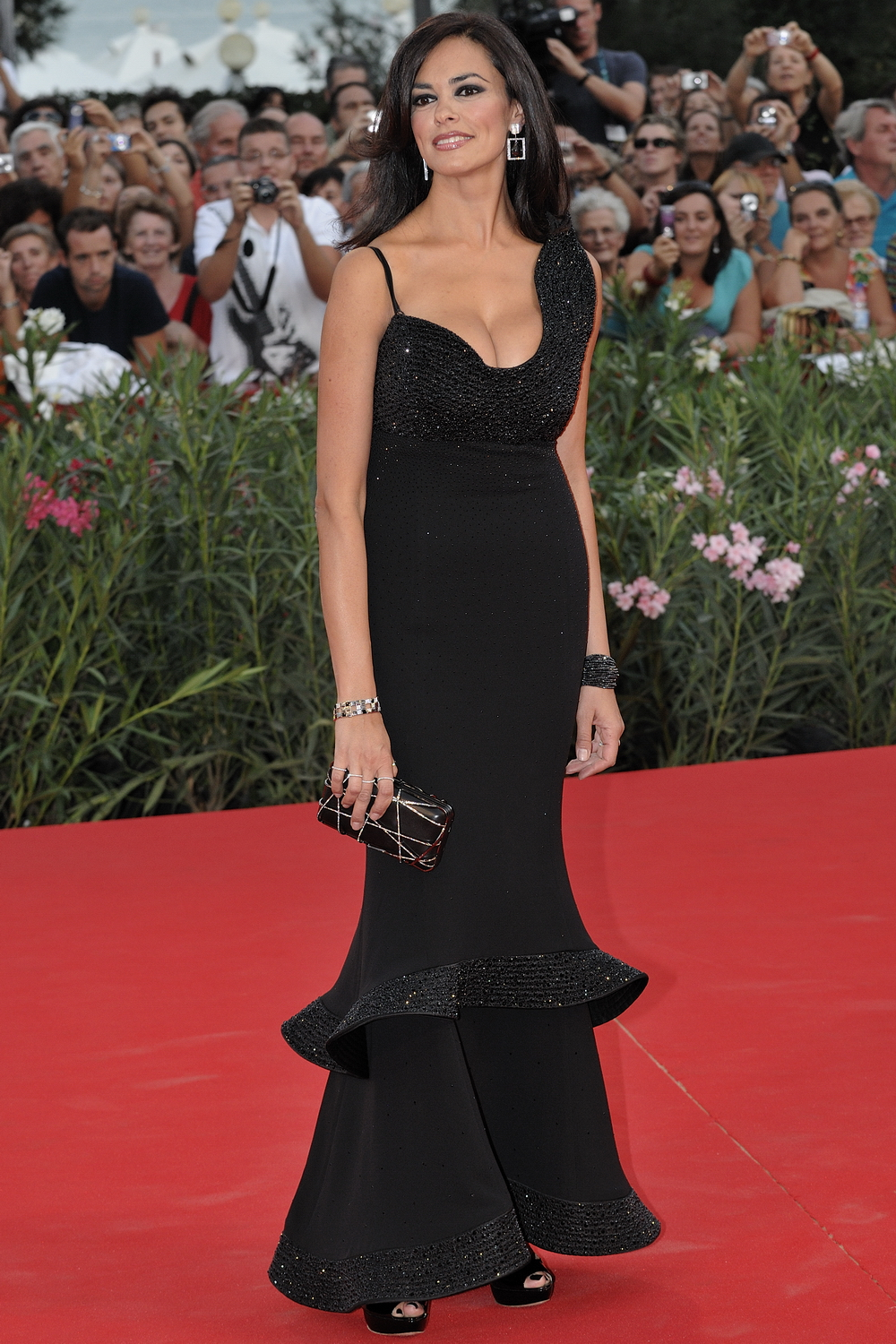
لباس بلند
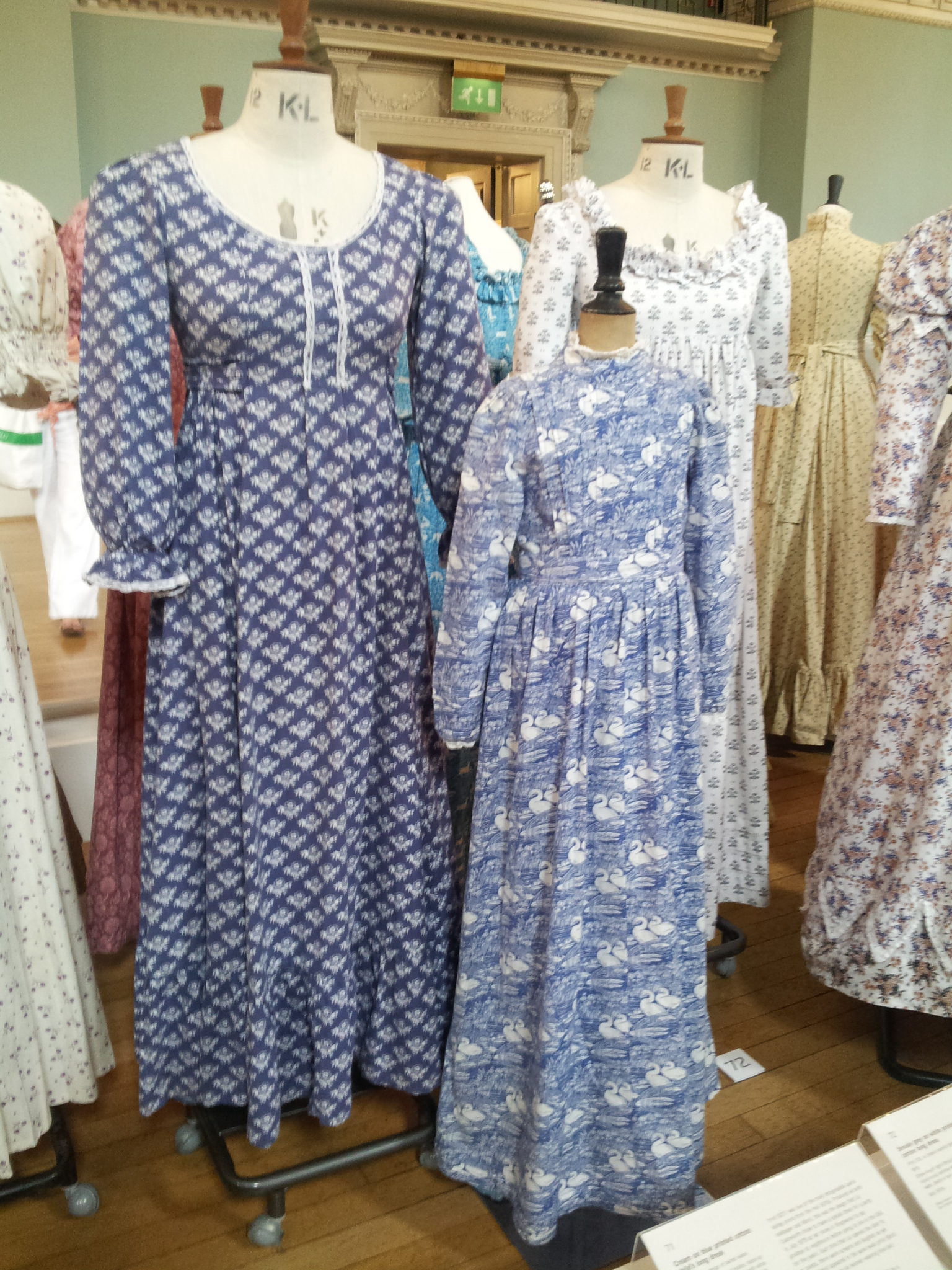
پیراهن زنانه دامن بلند (ماکسی) در دهه ۱۹۷۰.
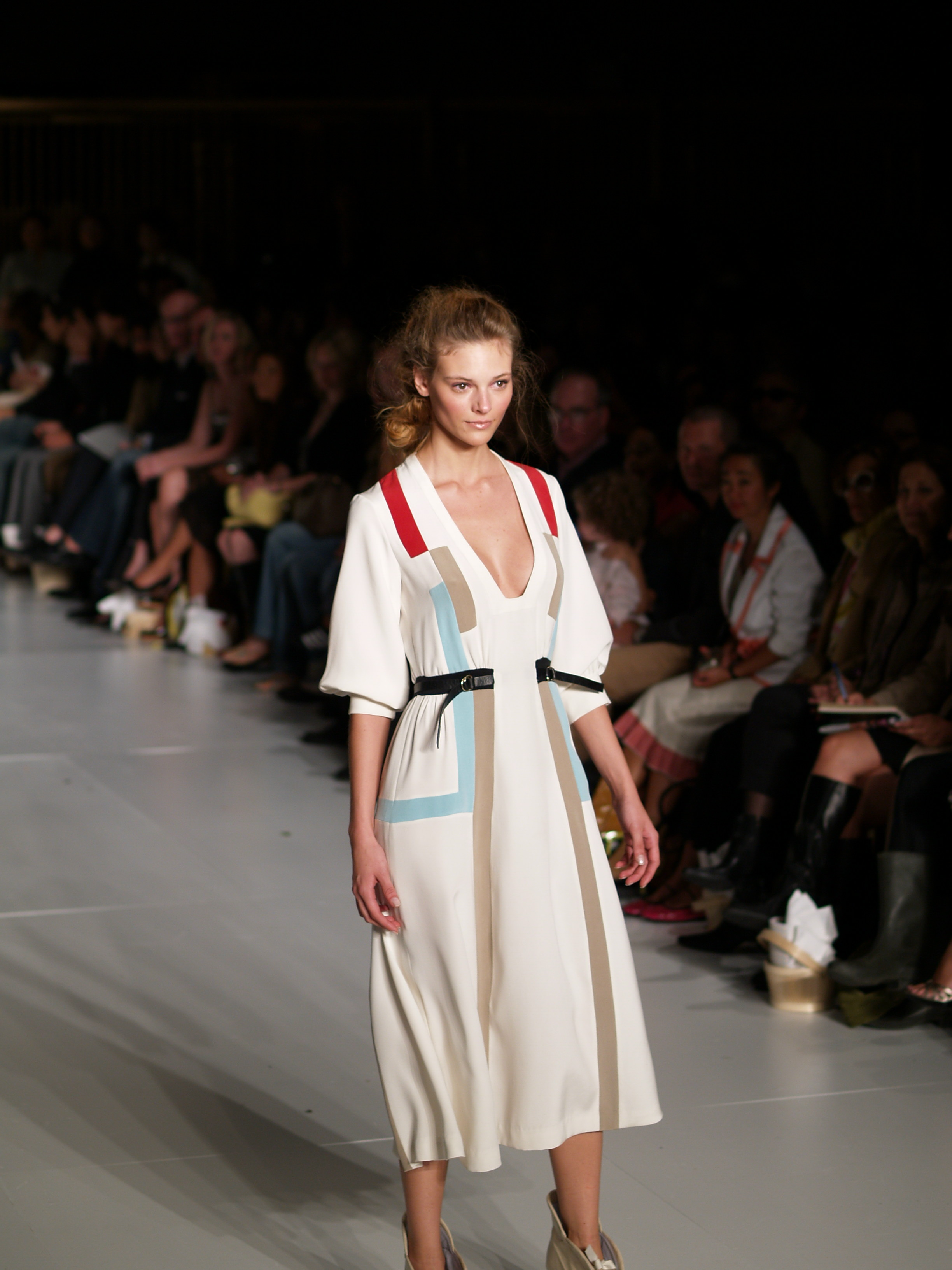
لباس متوسط (میدی)
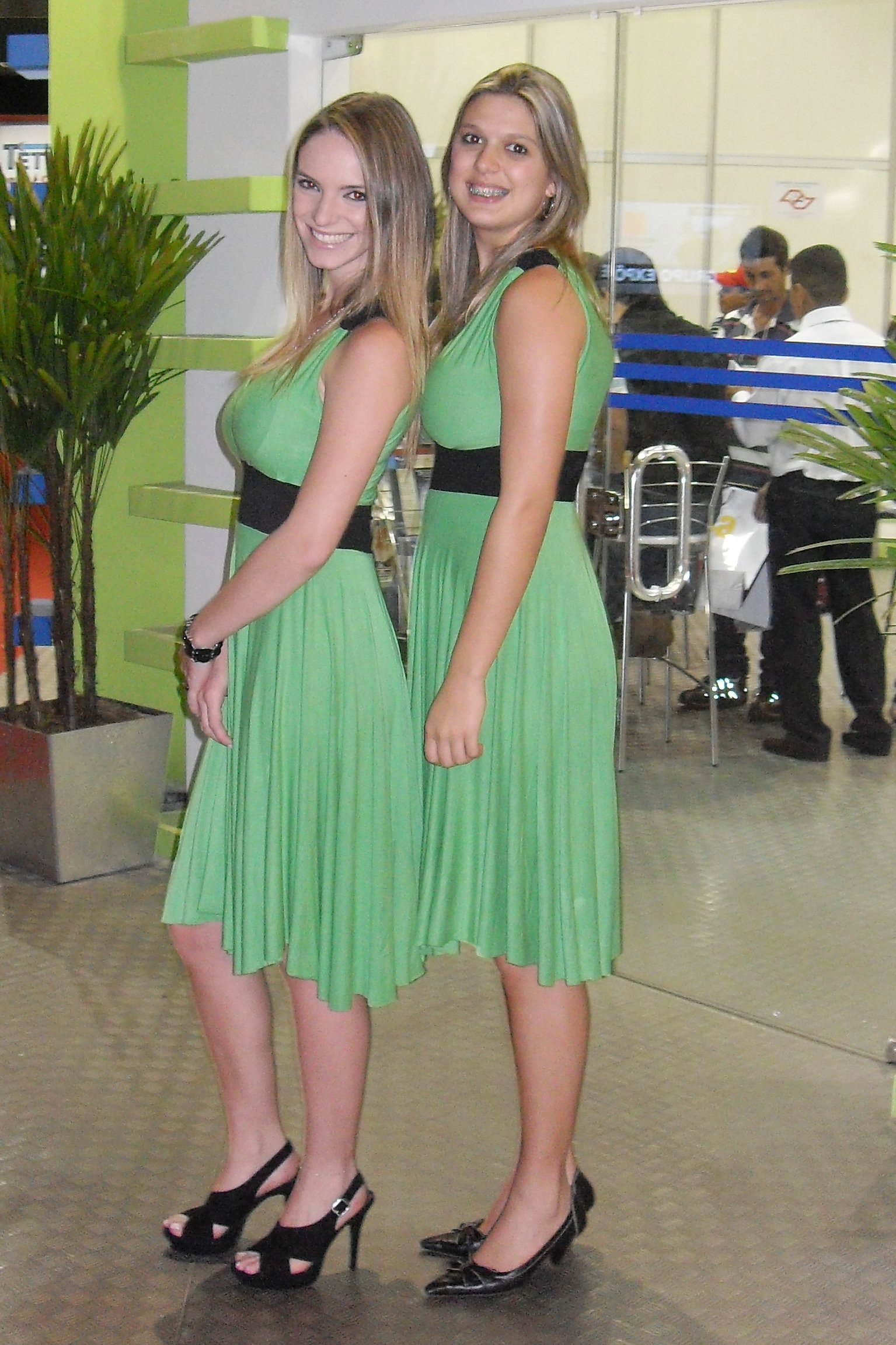
پیراهن قدی تا زانو
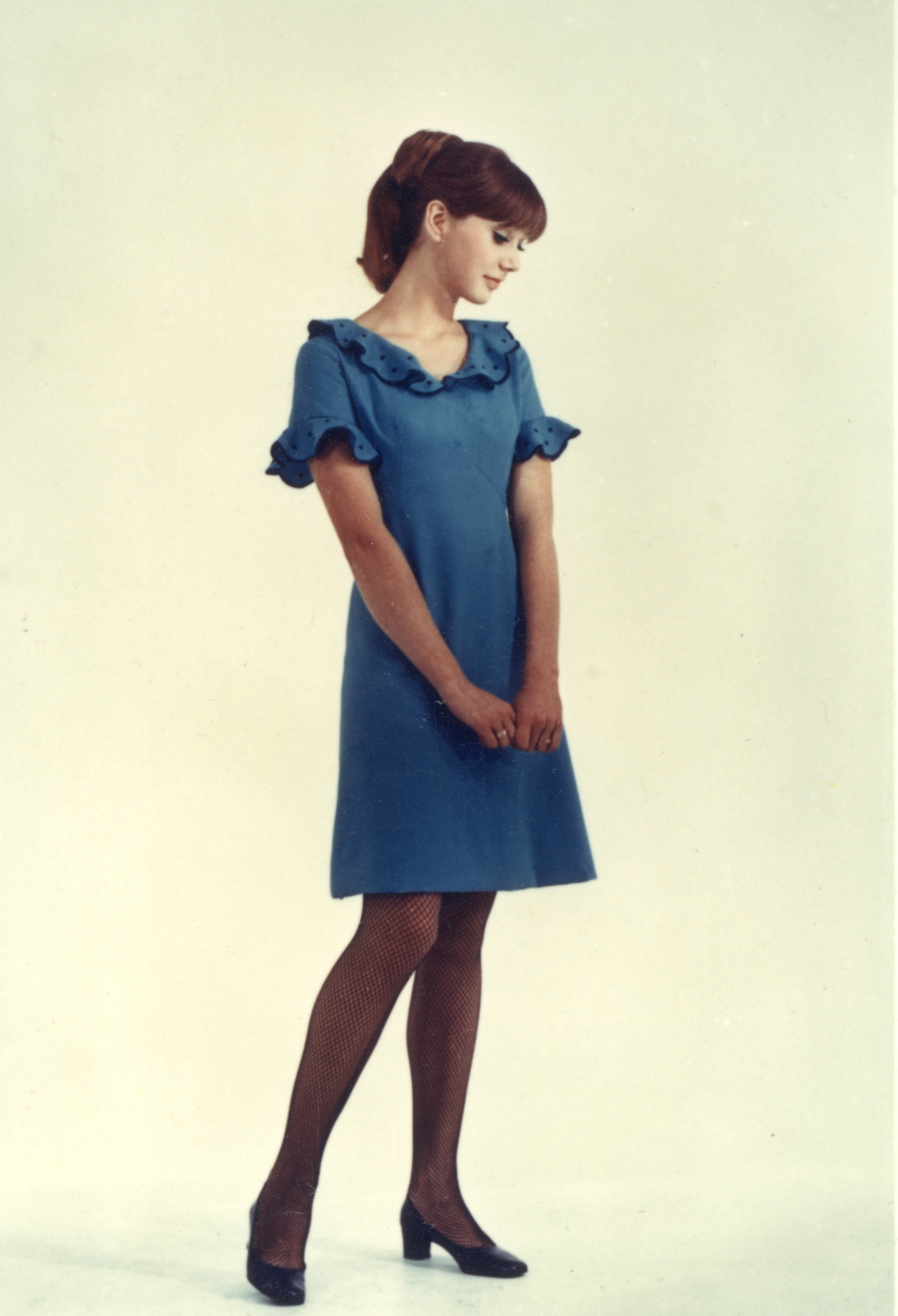
پیراهن کوتاه (۱۹۶۸)
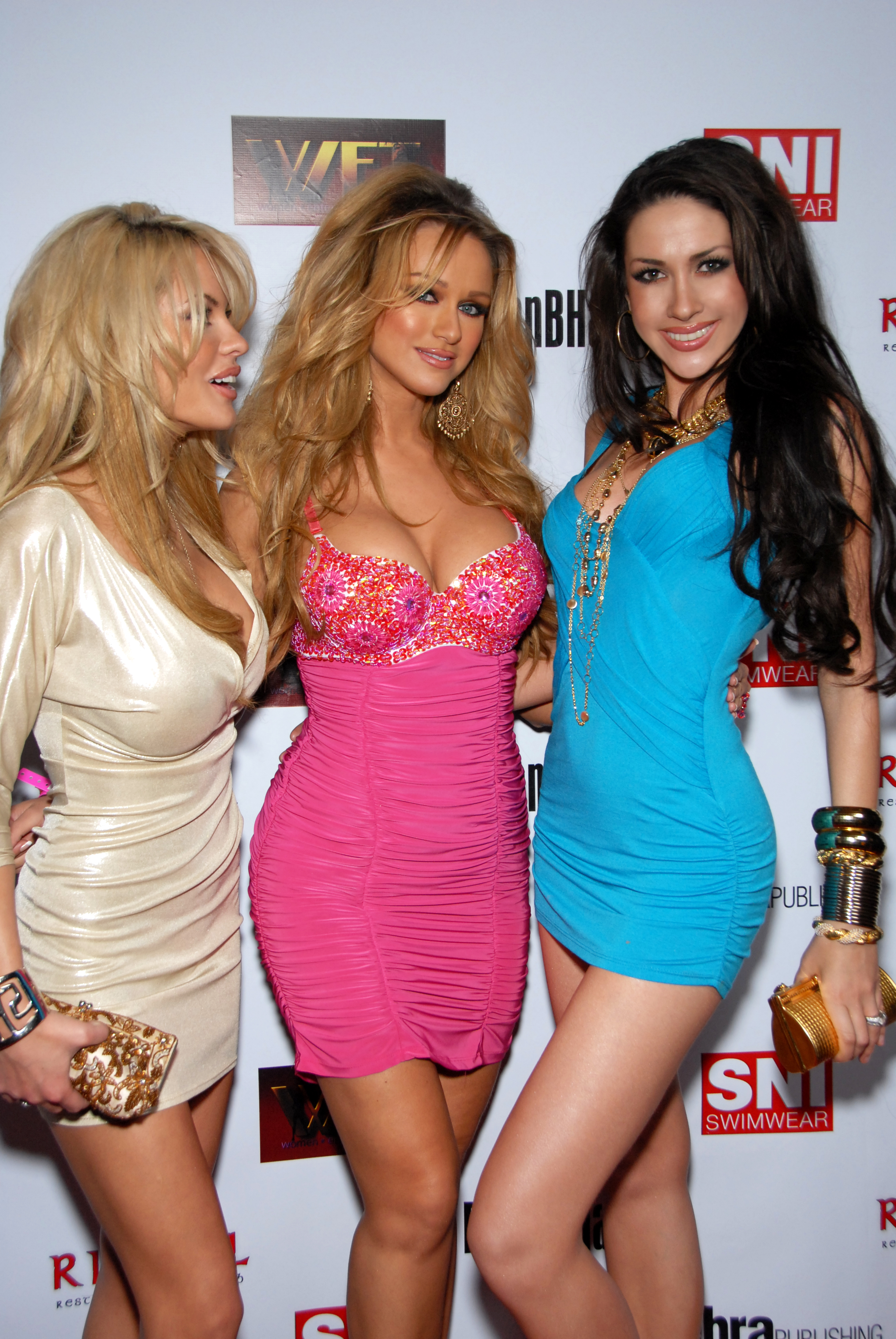
لباس دامن کوتاه (میکرو) ۲۰۰۸

## انواع پیراهن

### تعریف شده توسط برش/دوخت

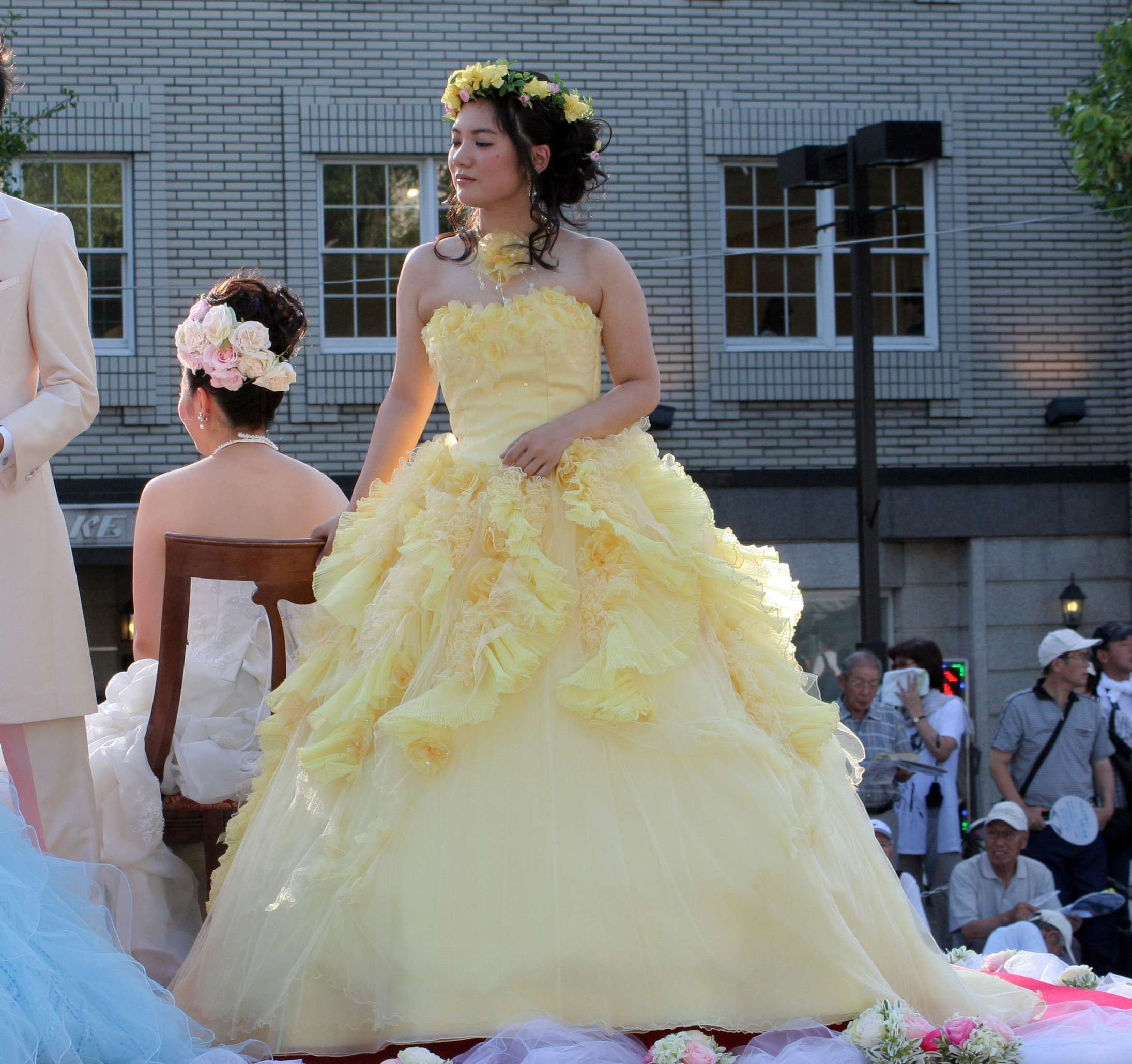
پیراهن پف دار،  یکی از لباس‌های استادانه درست شده با دامن پف کرده
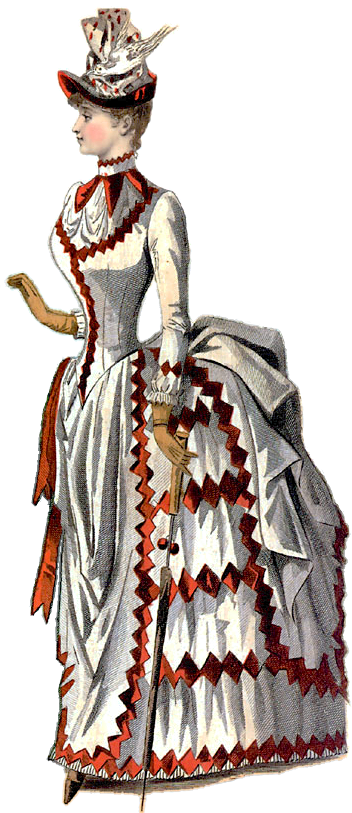
لباس شلوغی(بعد از دهه ۱۸۷۰)
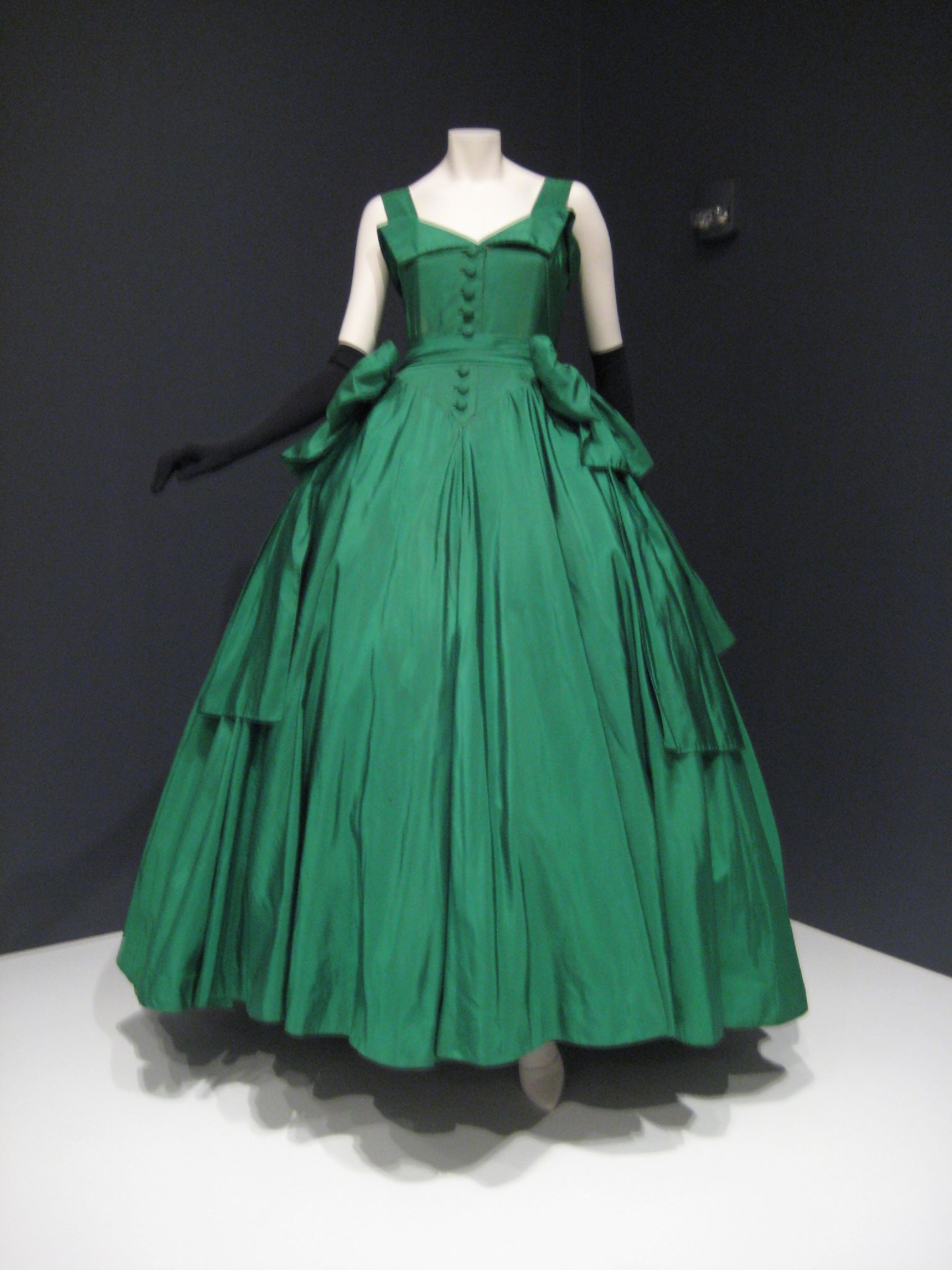
لباس زمخت (بعد از دهه ۱۸۵۰)
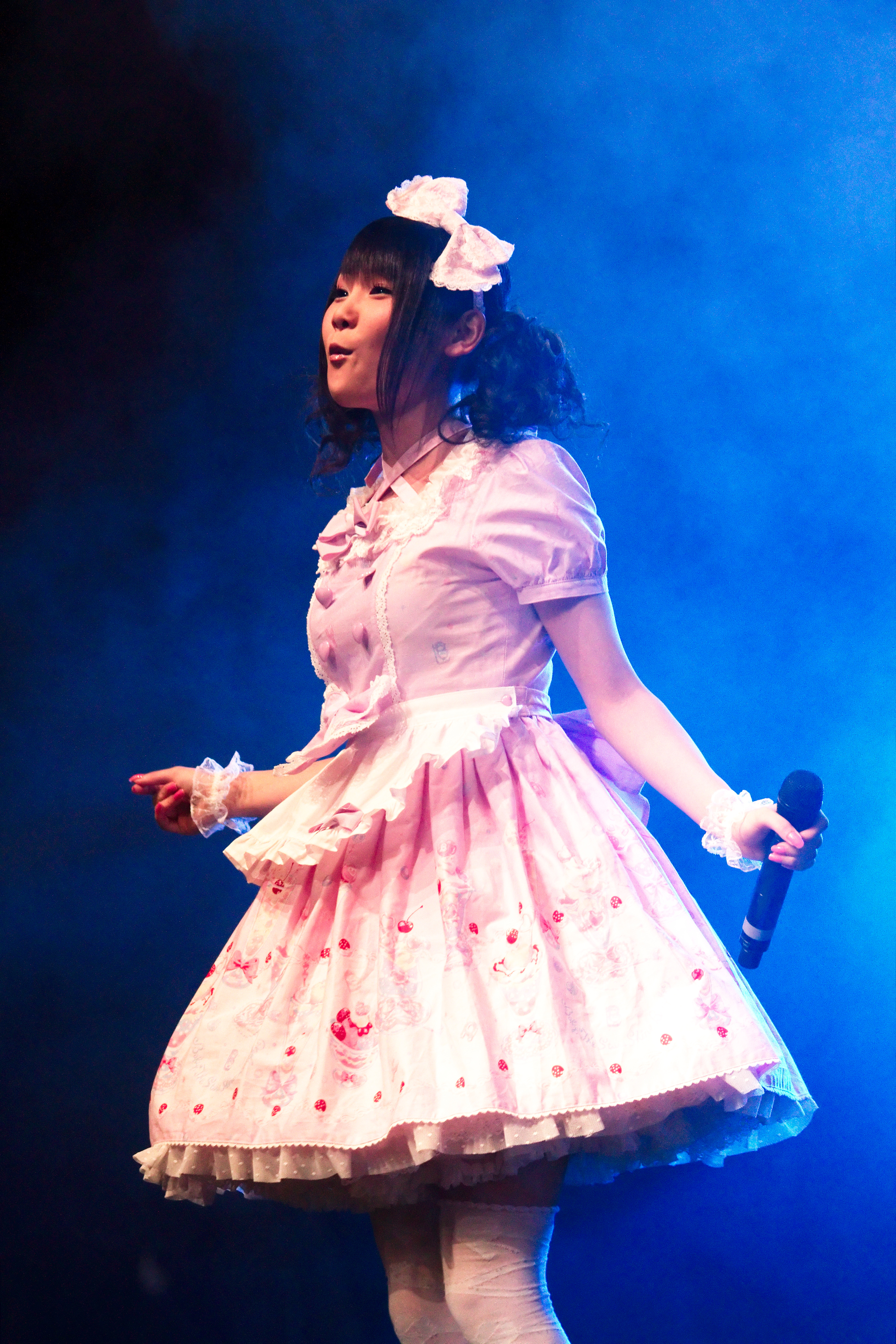
فراک ، یک نوع لباس«دخترانه»
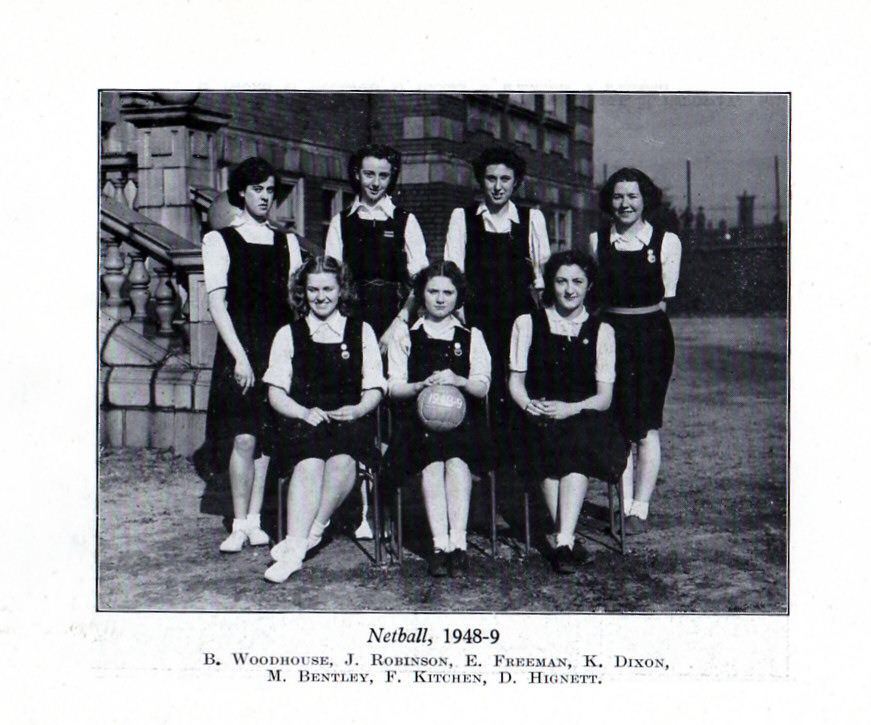
جیمسلیپ ، پیراهنی بدون آستین که اغلب به عنوان بخشی از لباس مدرسه برای دختران استفاده می‌شود.
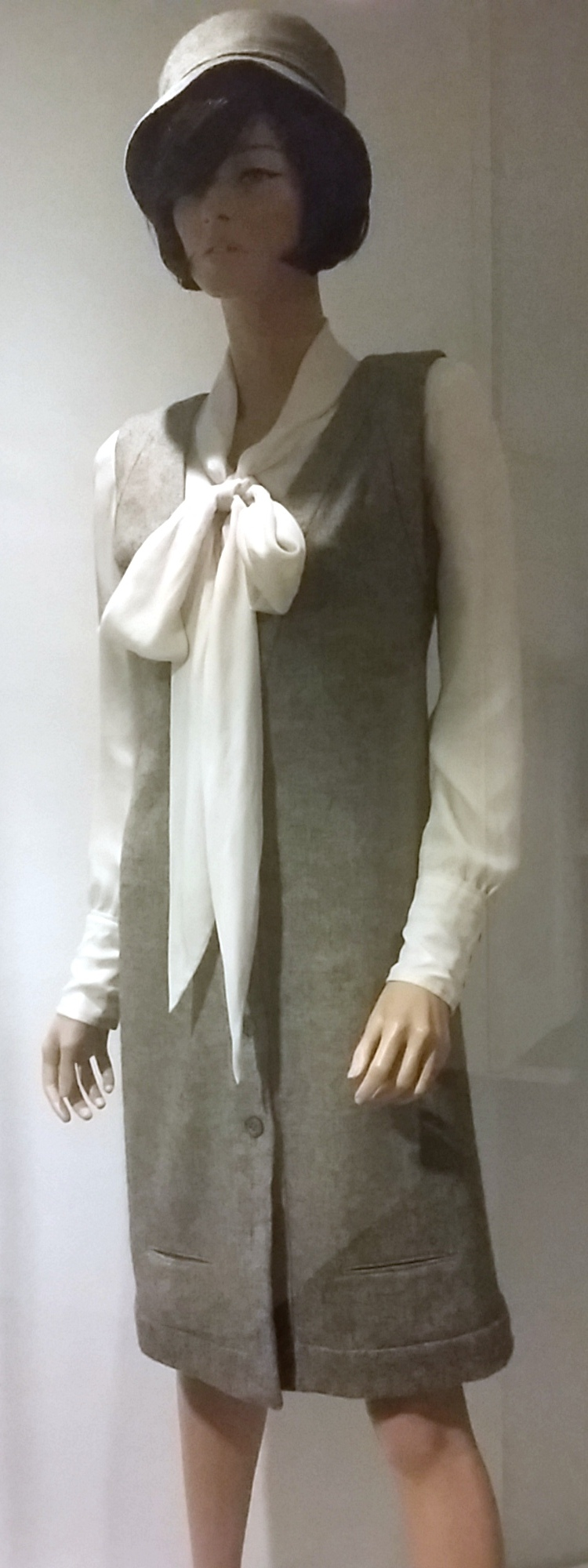
پیراهن بلوز دار ، لباس بدون آستین پوشیده بیش از یک بلوز.
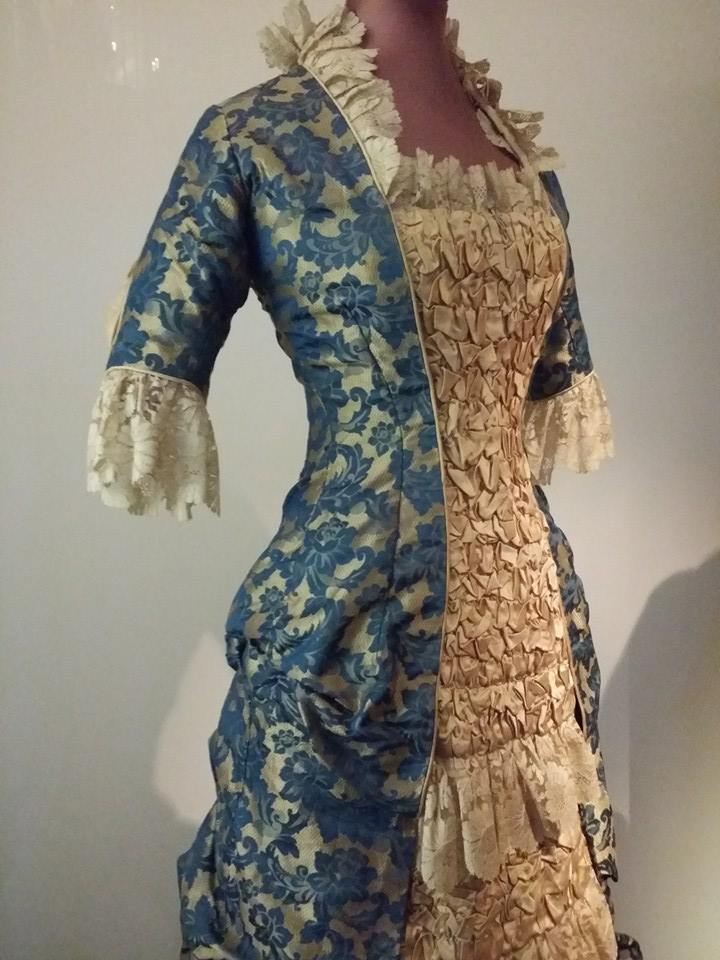
پیراهن پرنسسی ، لباس مجهز به شکل پانل‌های طولانی و درز.
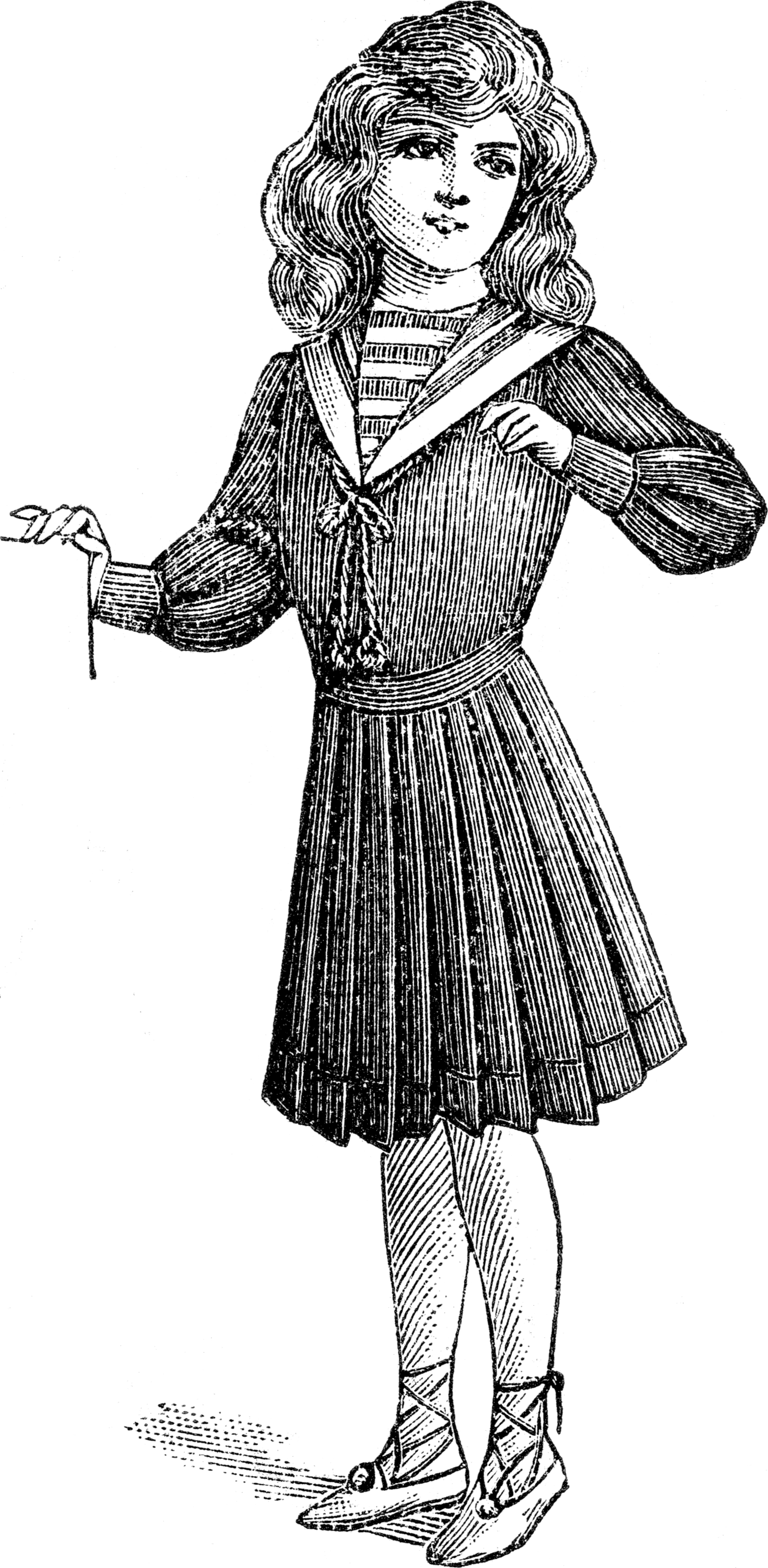
لباس ملوانی ، یک لباس با یقه ملوانی و ظاهر طراحی شده که همچنین به عنوان لباس پیتر تامسون نیز شناخته شده‌است.
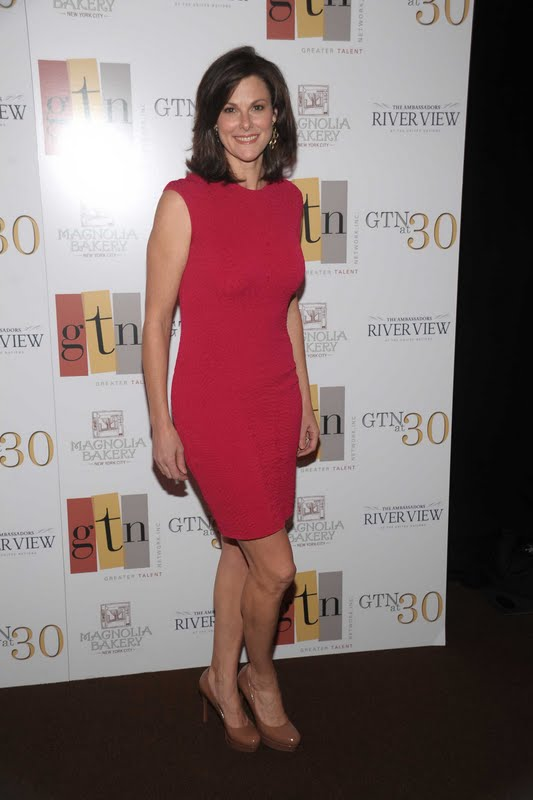
لباس چسبان ، یک لباس کاملاً متصل به بدن (غلاف مانند)
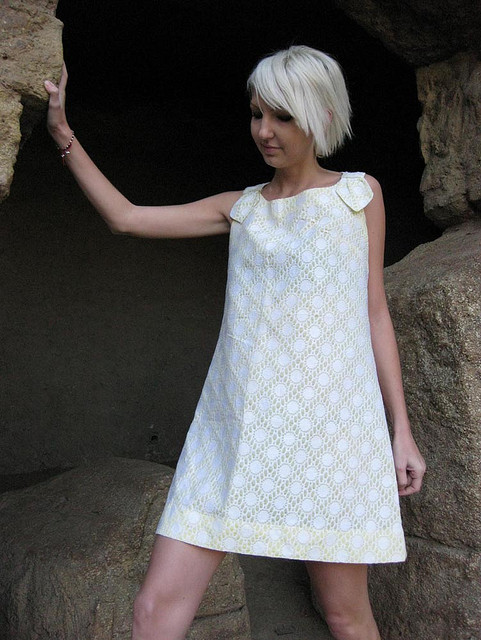
لباس خواب یا زیر پیراهن زنانه ، لباس بدون آستین در سبک ساده با کمی جزئیات
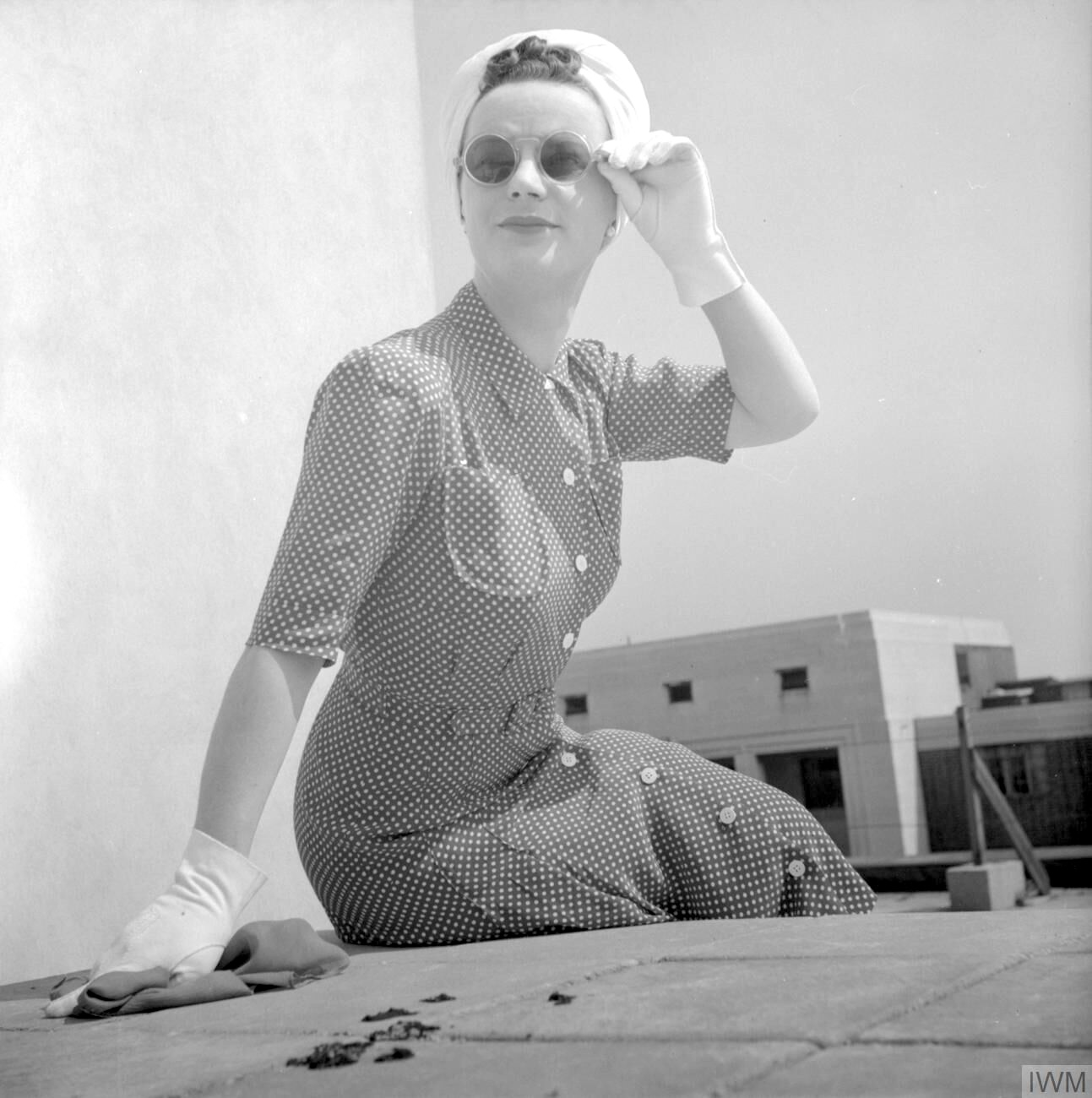
پیراهن کوتاه ، جزئیات این لباس از سبک تی-شرت مردانه اقتباس شده‌است.
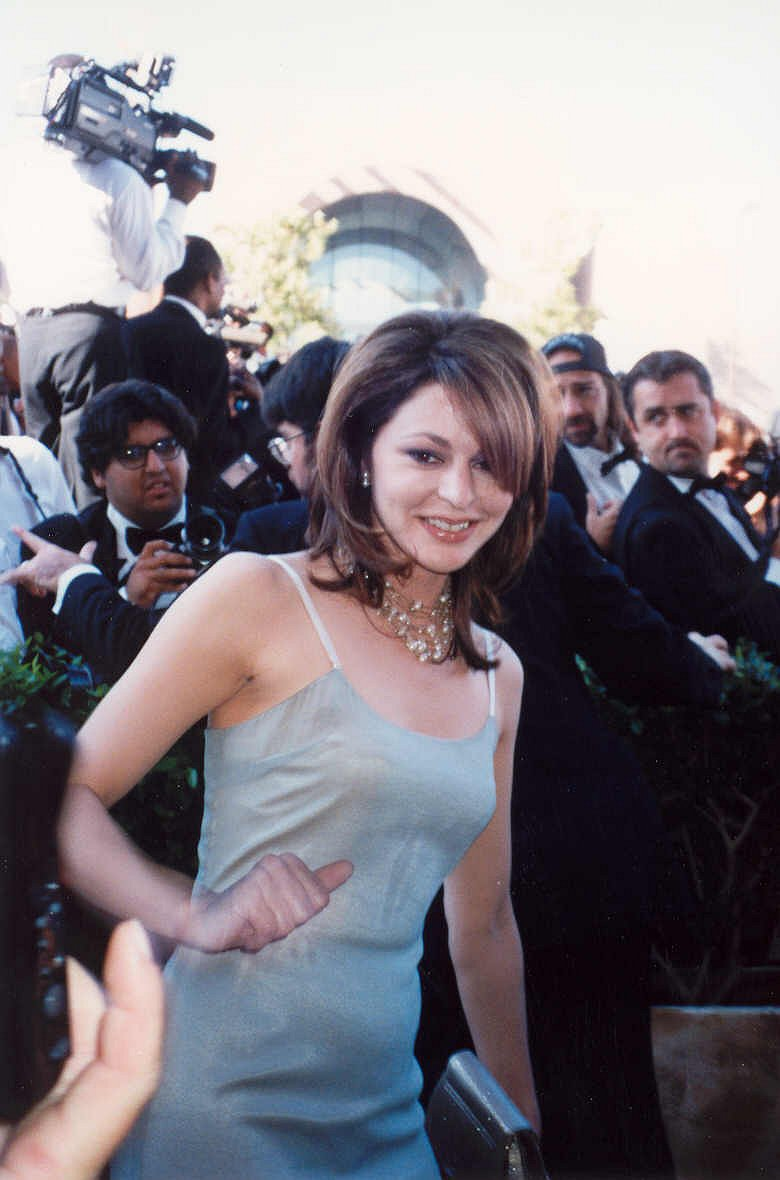
لباس آزاد، یک لباس شبیه یک زیر پوش زنانه.
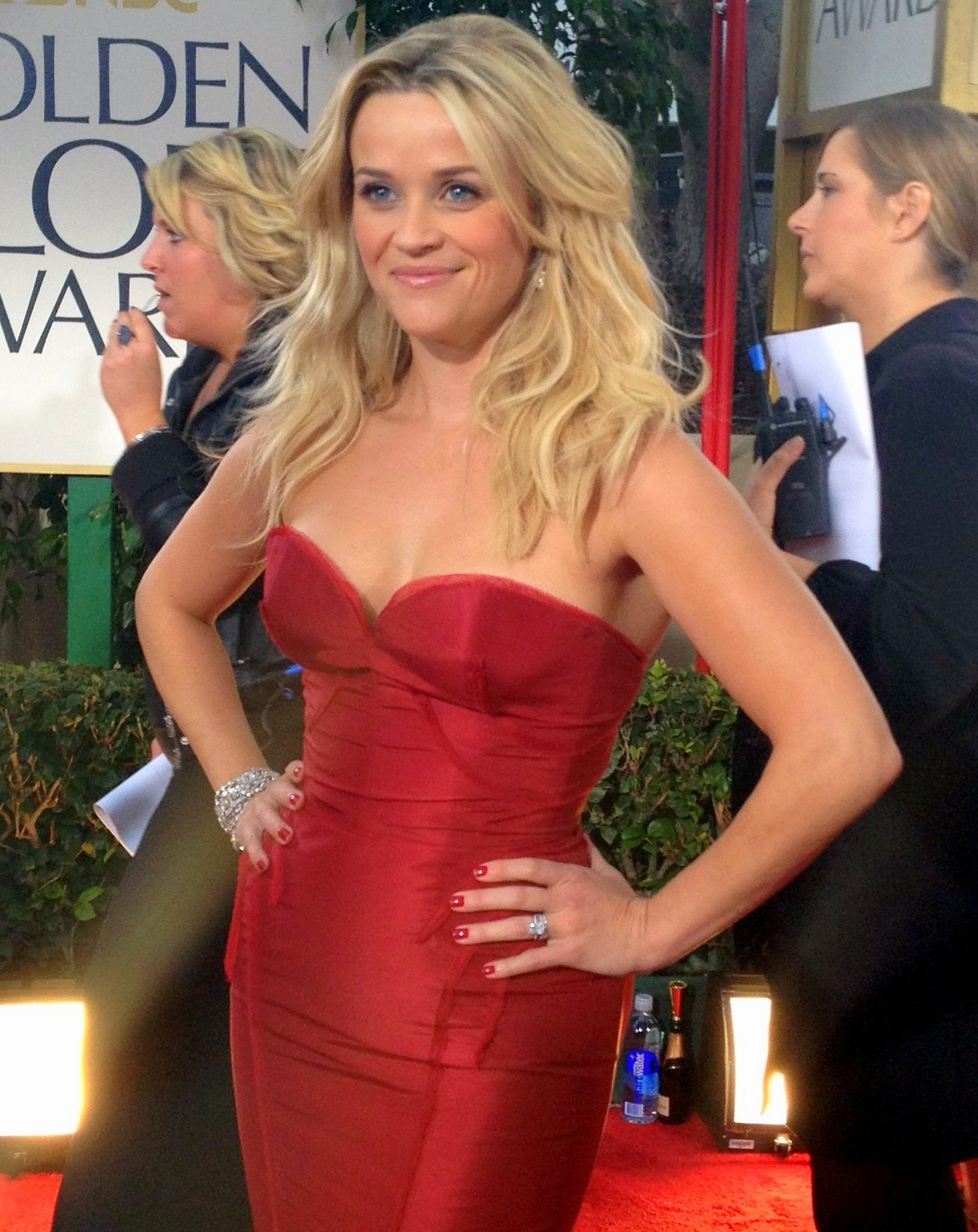
پیراهن دکلته
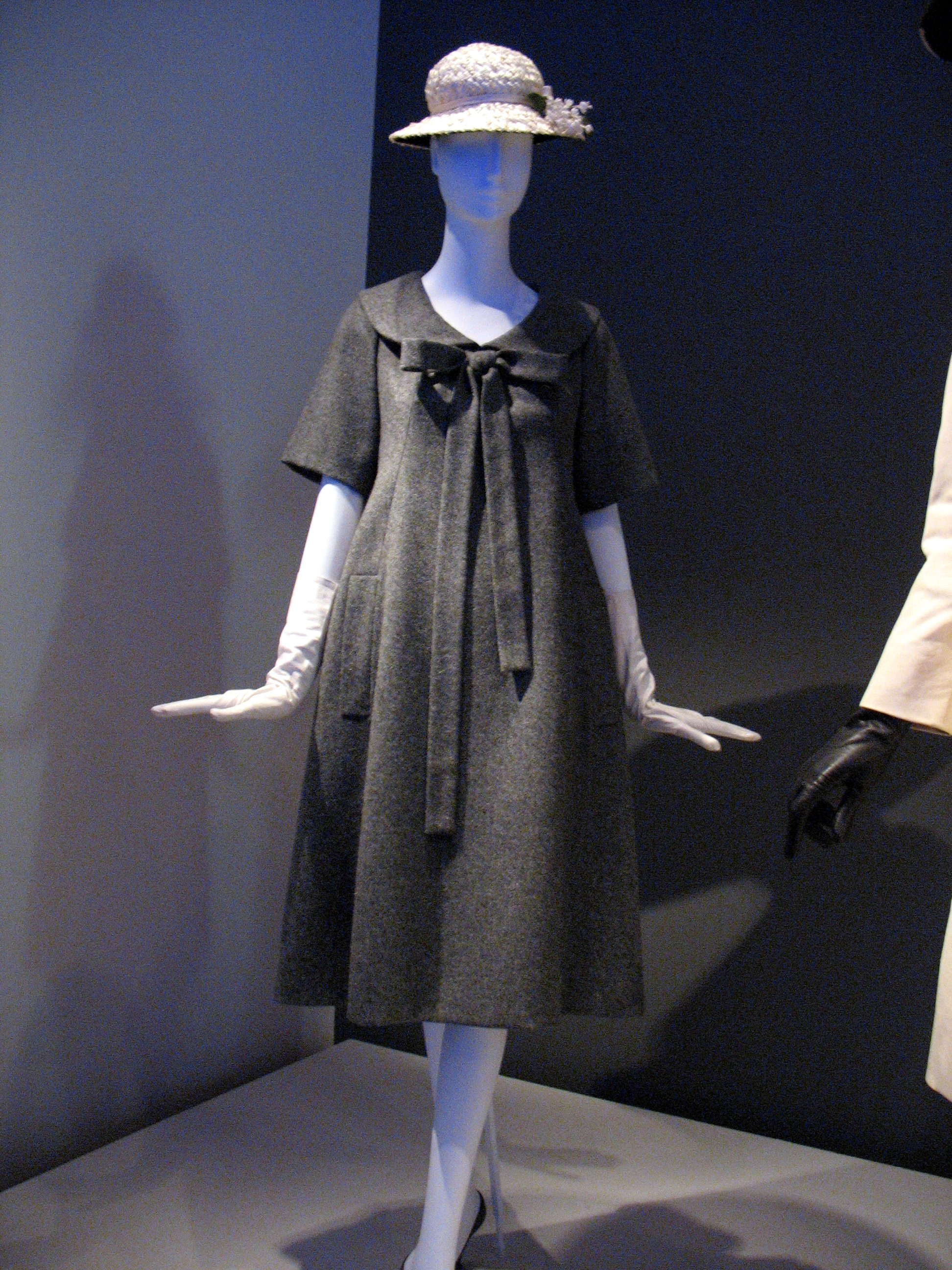
لباس گشاد، لباسی راحت و آزاد که از سر شانه تا زانو ادامه دارد.
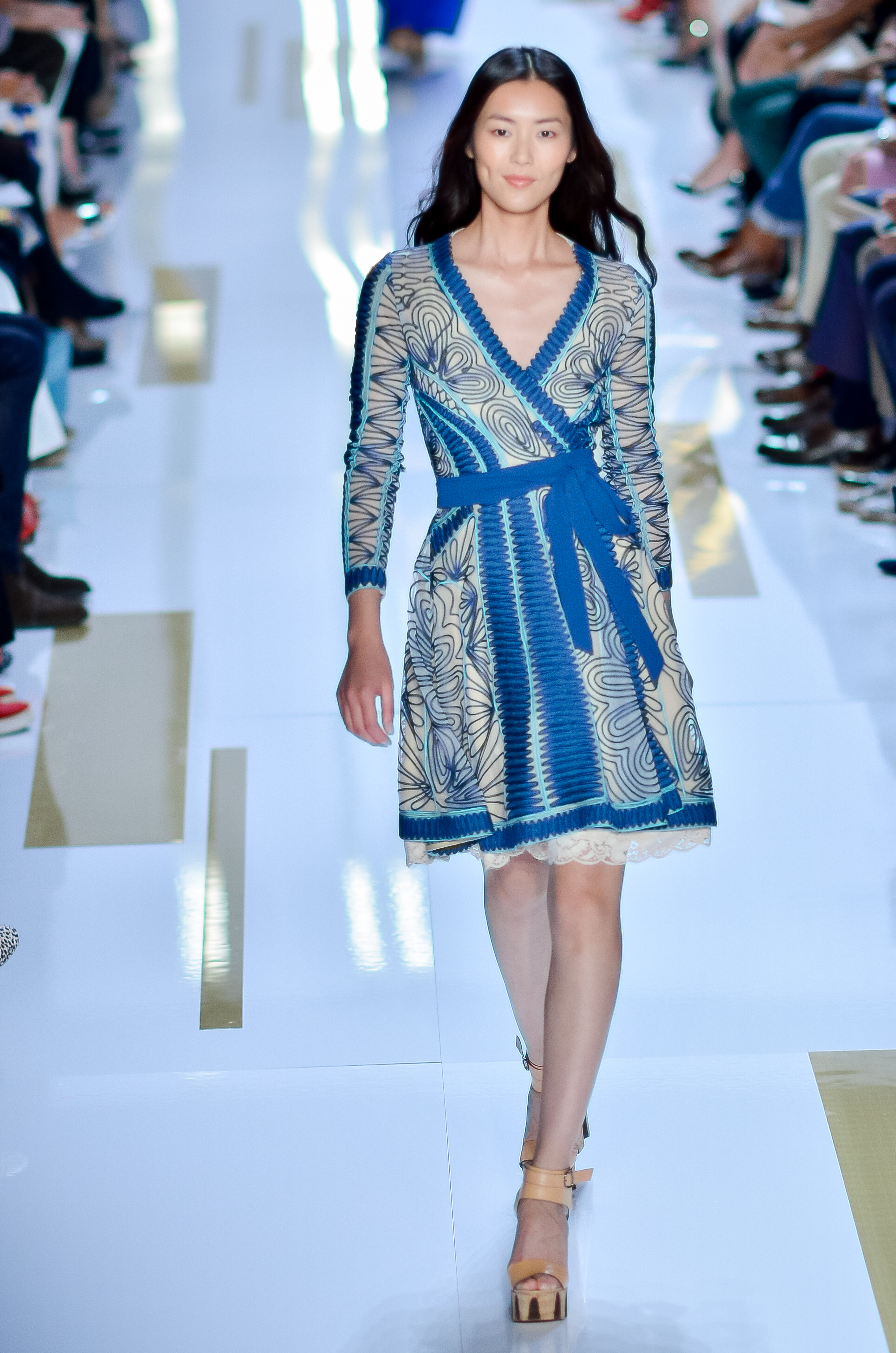
لباس بسته‌بندی شده (وارپ) ، یک نوع لباس که از جلو بسته می‌شود و در گردن یک خط V شکل تشکیل می‌دهد.

### تعریف شده توسط هدف/کارکرد

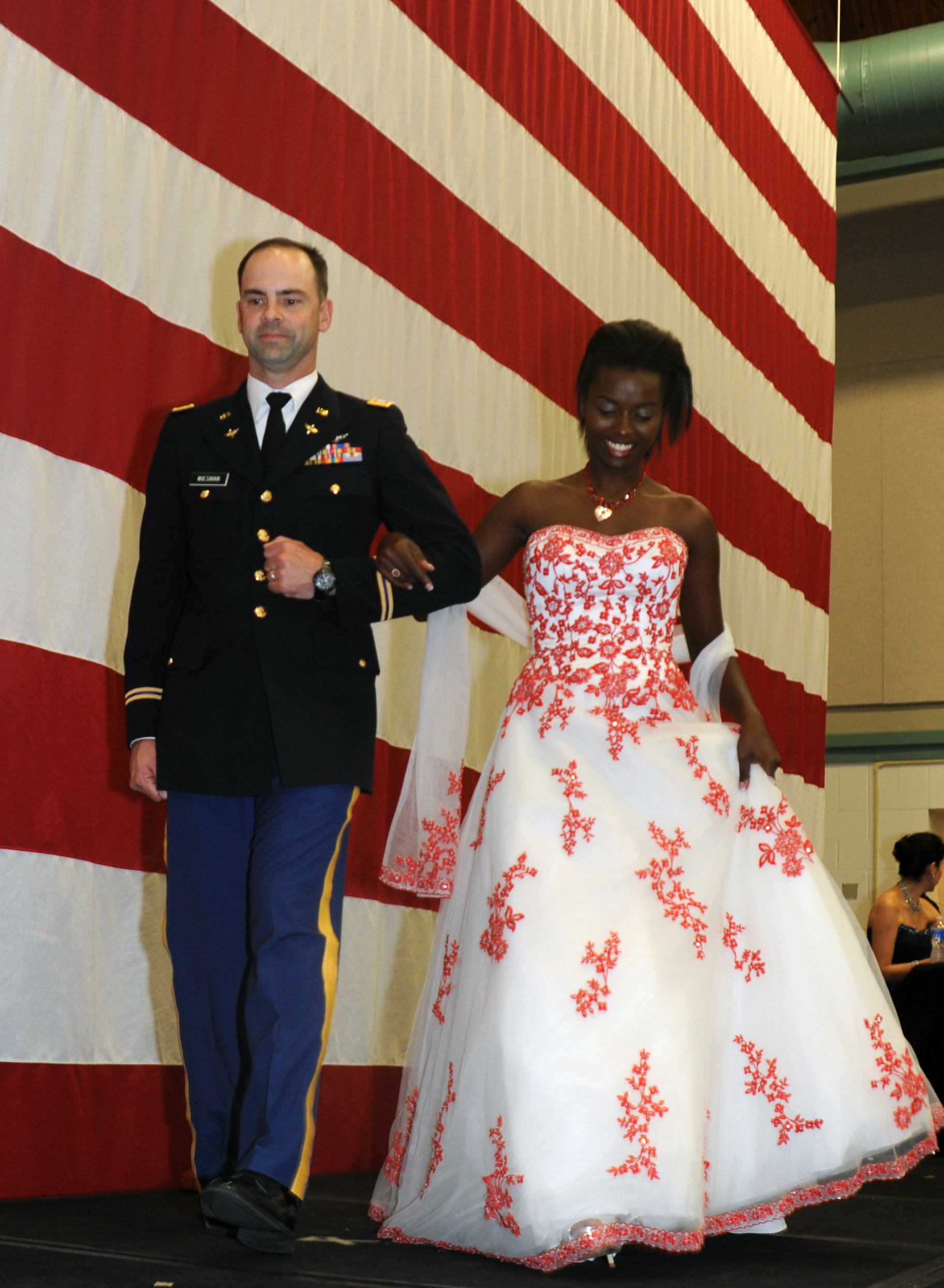
لباس شب دایره‌ای ، یک لباس خیلی رسمی، دراز که معمولاً استادانه درست شده‌است.
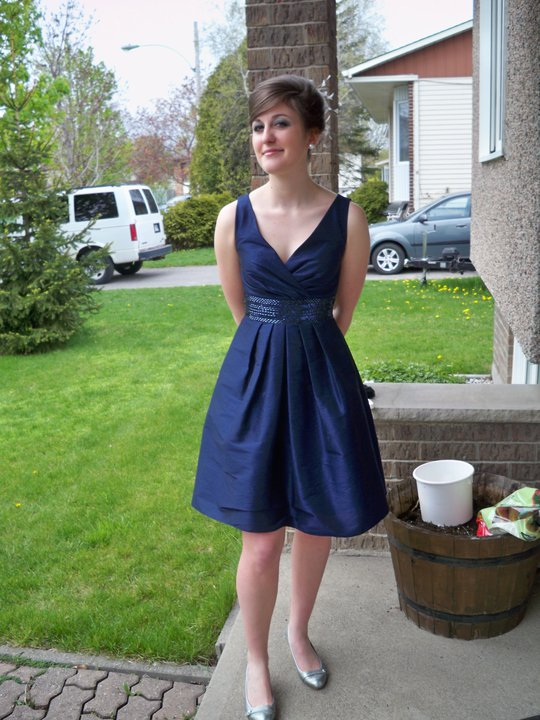
لباس مهمانی(کوکتل) ، یک لباس نیمه رسمی و مناسب برای مهمانی‌ها یا وقایع مشابه
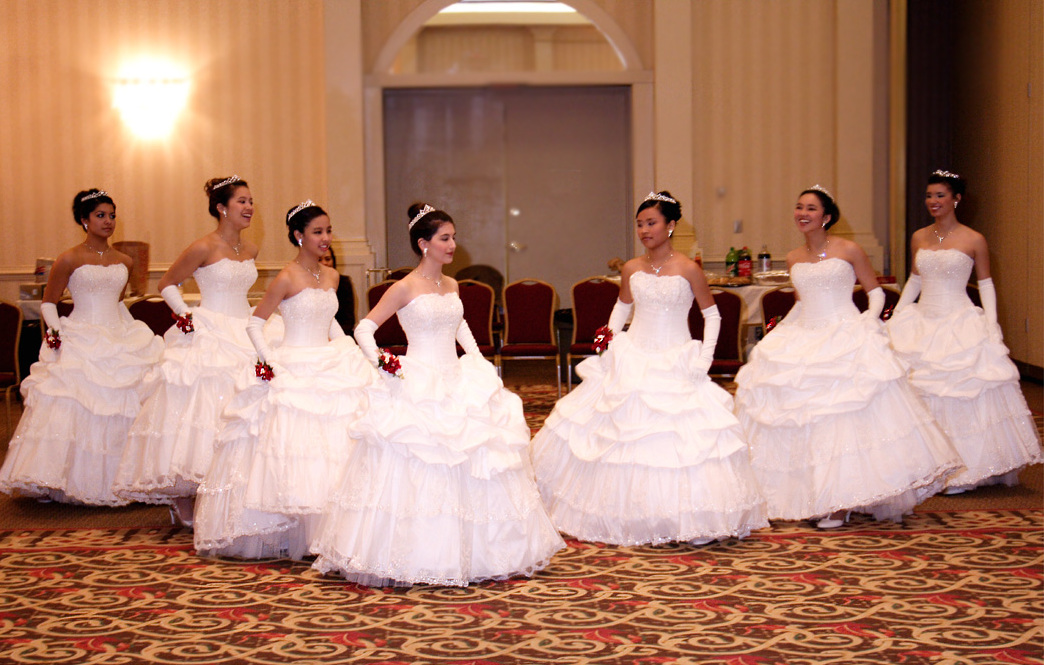
لباس دبیونته، یک لباس سفید که توسط زنان جوان در کاتیلینز دبیونته استفاده می‌شود.
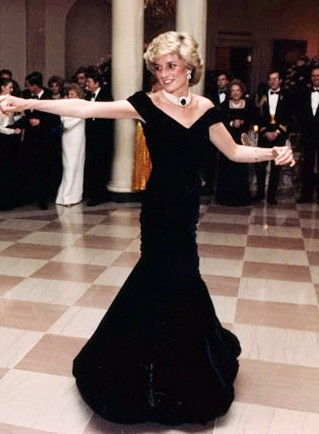
لباس شب ، یک لباس پوشیده برای مجالس شبانه یا مناسبت‌های رسمی.
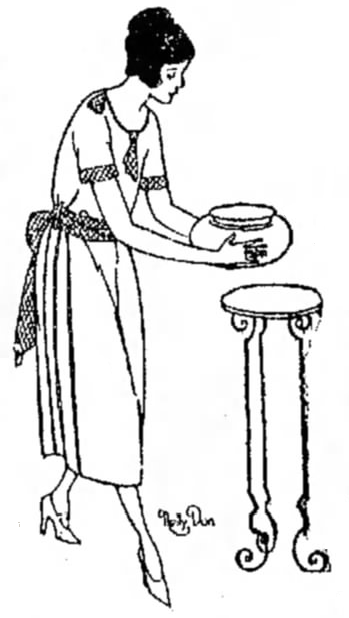
لباس خانه ، یک لباس رسمی پوشیده برای کار خانگی.
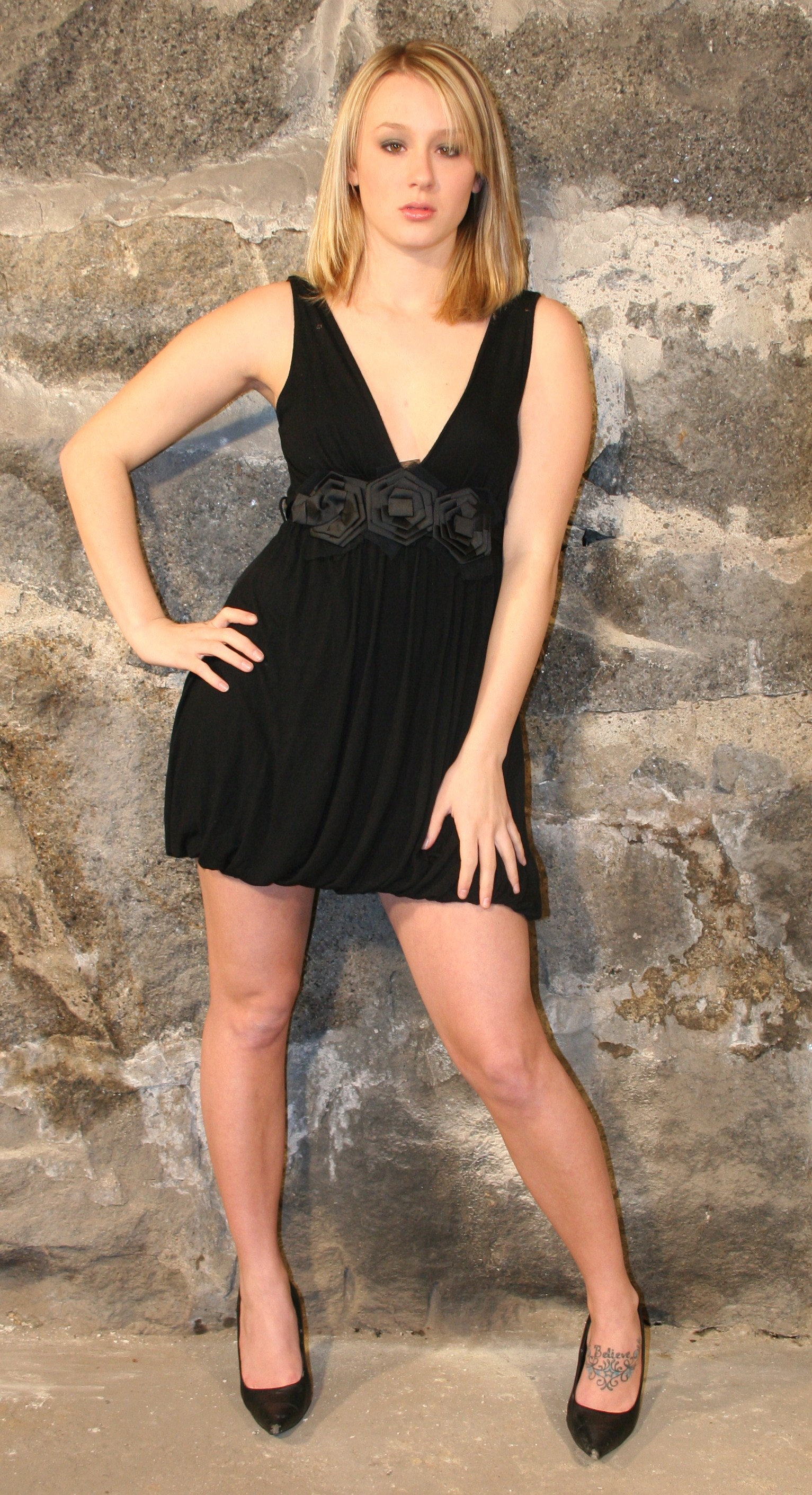
پیراهن مشکی کوتاه ، یک لباس شب یا مهمانی ، اغلب کوتاه، یکی از اجزای اصلی و محبوب کمد لباس از سال ۱۹۲۰.
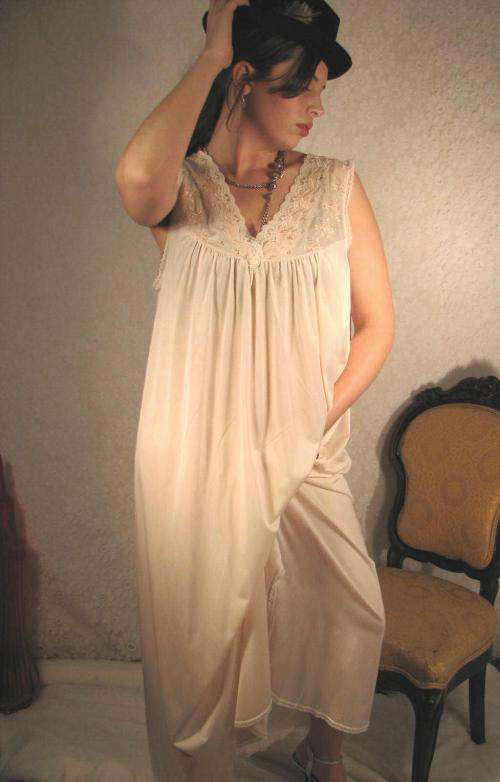
لباس خواب
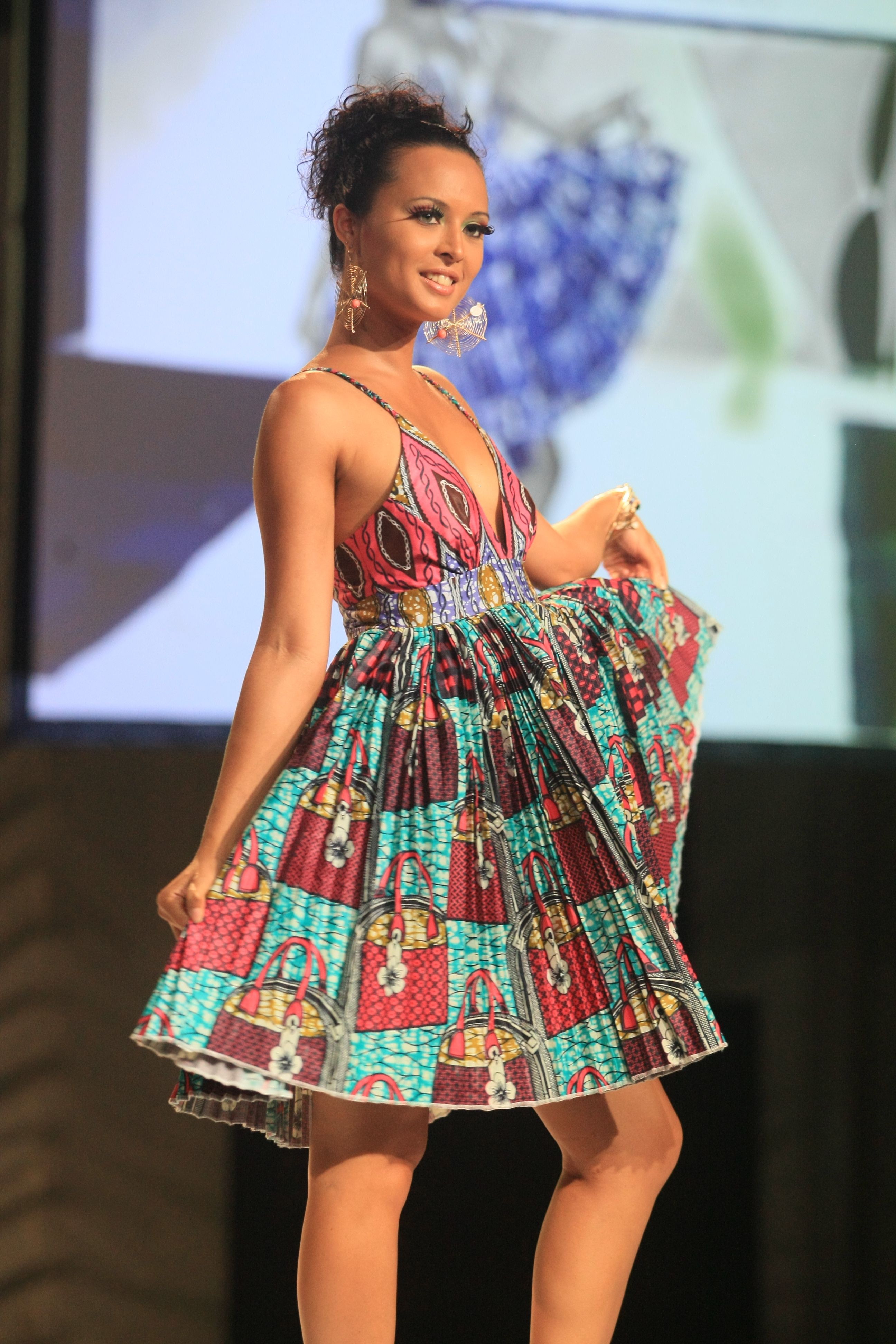
ساندرس ، یک لباس سبک وزن و بدون آستین برای پوشیدن در آب و هوای گرمتر.
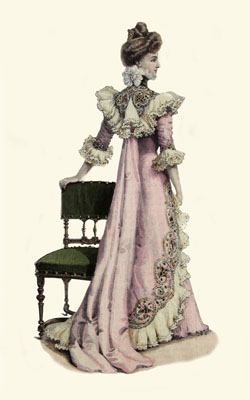
لباس چای ، نوعی لباس که در اواخر قرن۱۹/اوایل ۲۰ برای پوشیدن در خانه ، نوشیدن چای و دیگر موارد اجتماعی غیررسمی در نظر گرفته شده بود.
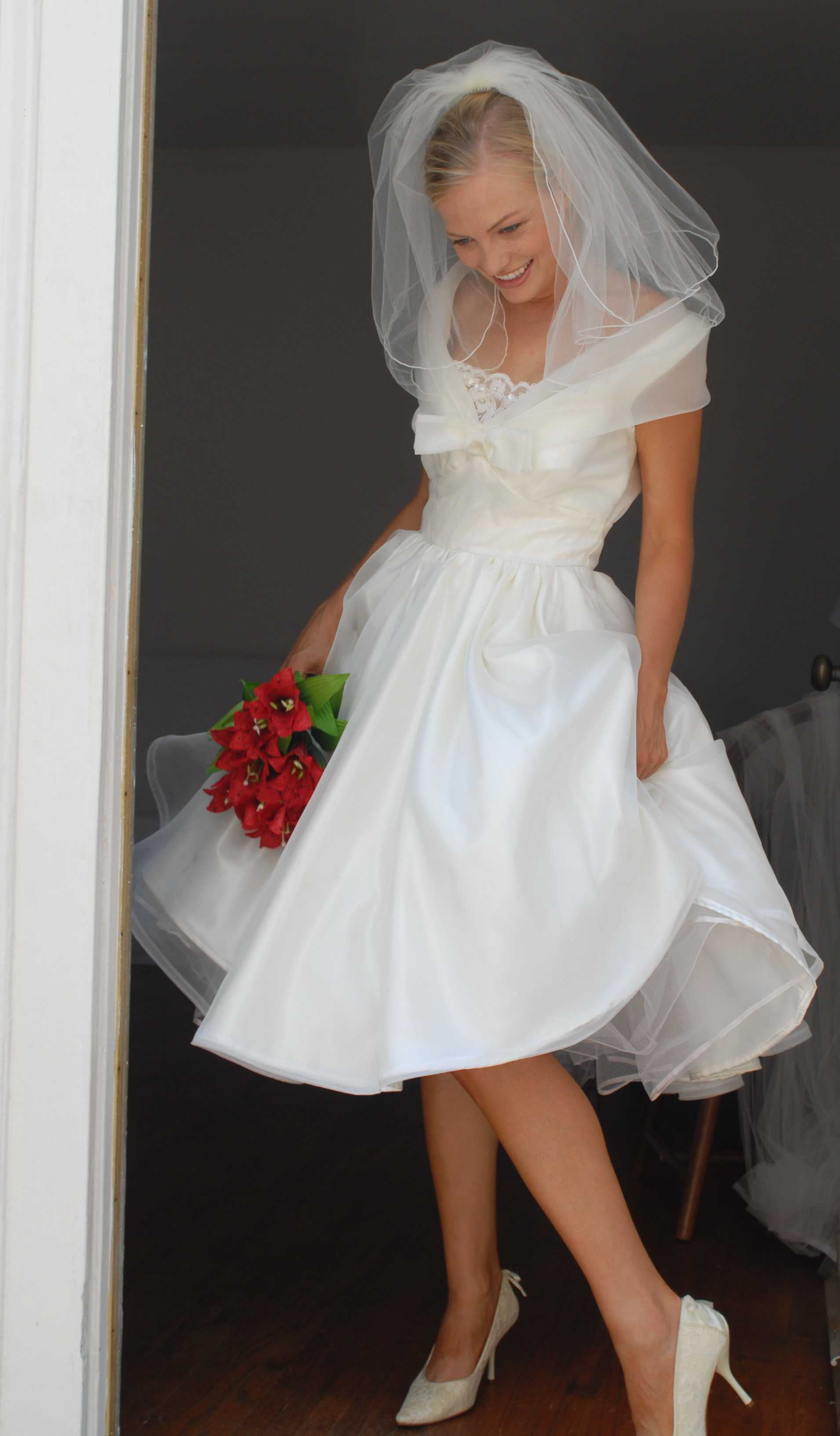
لباس عروس که منحصراً توسط عروس در روز عروسی پوشیده می‌شود.این لباس معمولاً به رنگ سفید می‌باشد.
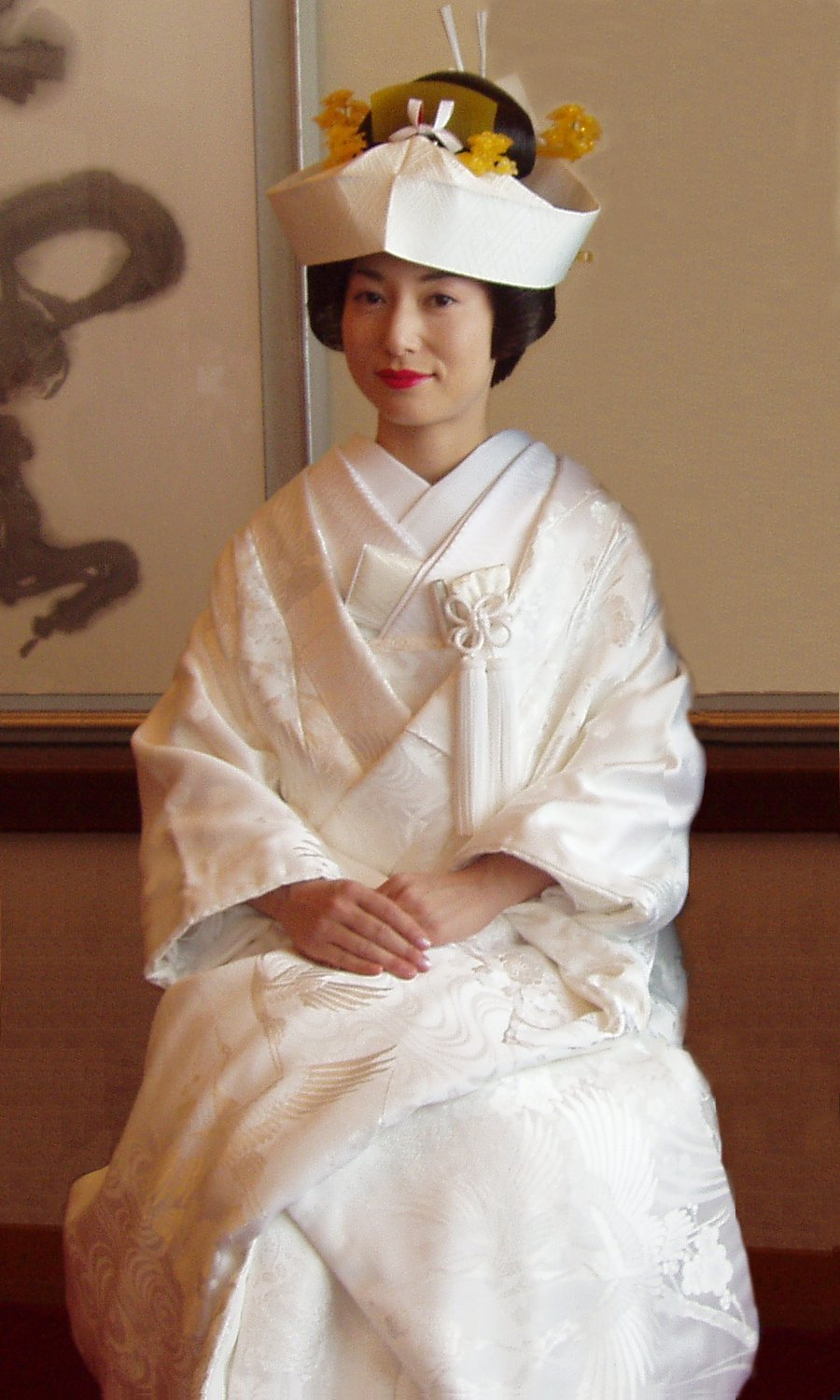
کیمونوی سنتی ژاپنی مخصوص لباس عروسی
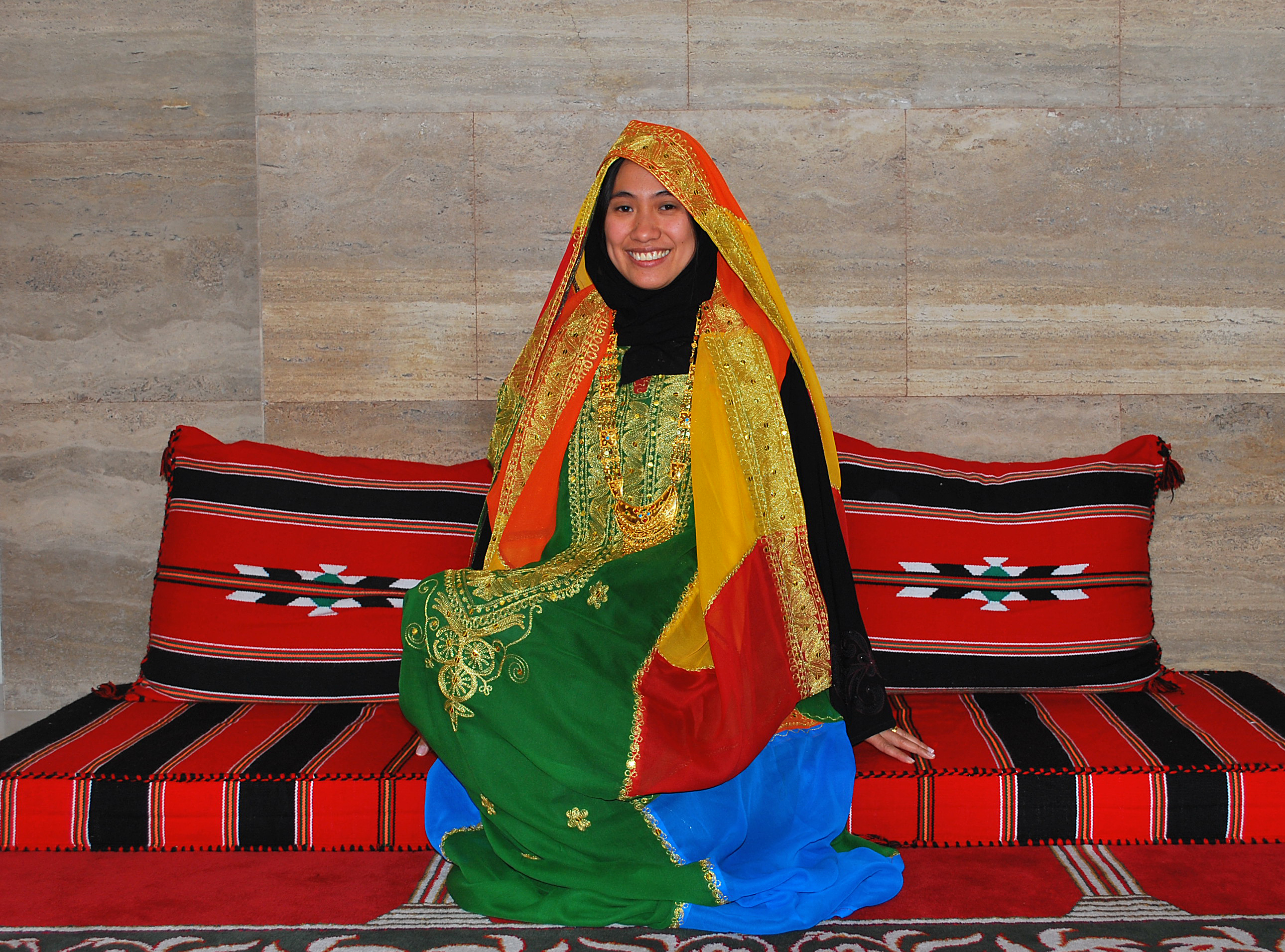
سنتی لباس عروسی بحرین

### در فرهنگ جهانی

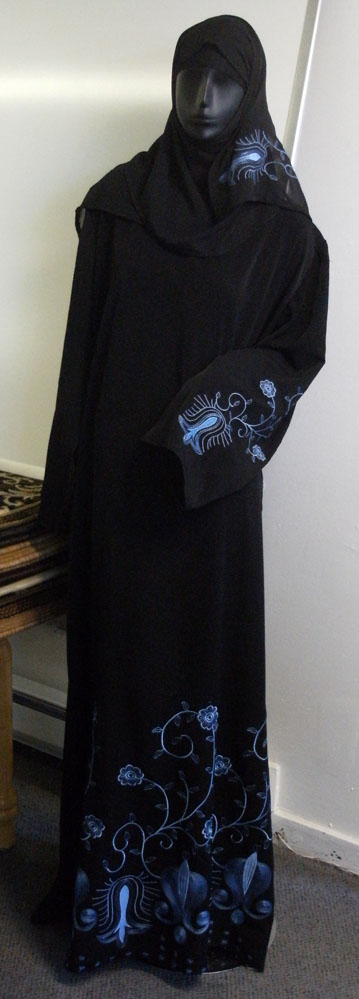
چادر عربی ، یک پیراهن گشاد یا خفتان ، مخصوص زنان شبه جزیره عربستان.
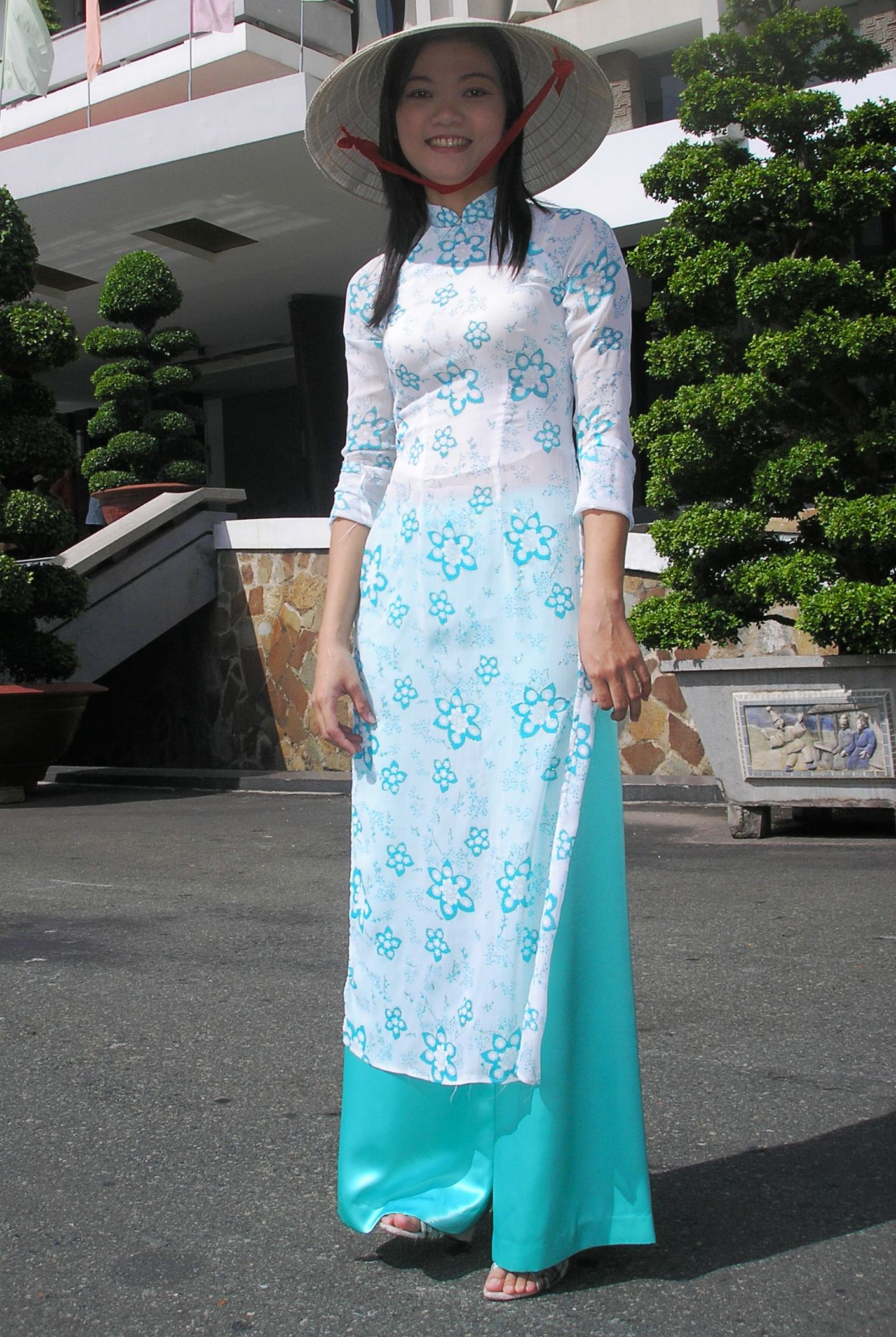
اودای ، یک لباس سنتی ویتنامی که اغلب بر روی شلوار بلند پوشیده می‌شود.
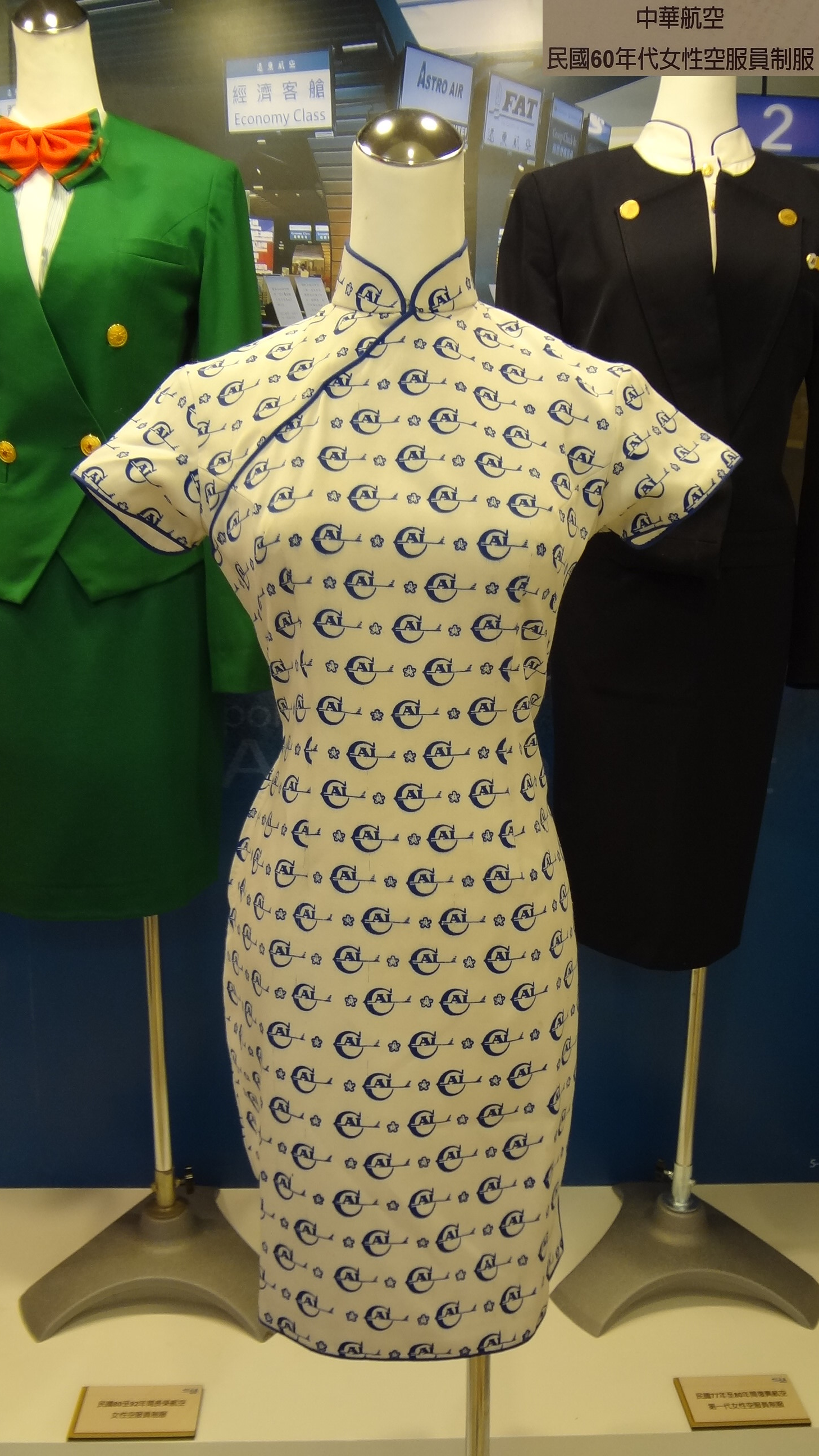
چیونگسام (یاکیپو) ، یک لباس یک تکه چینی
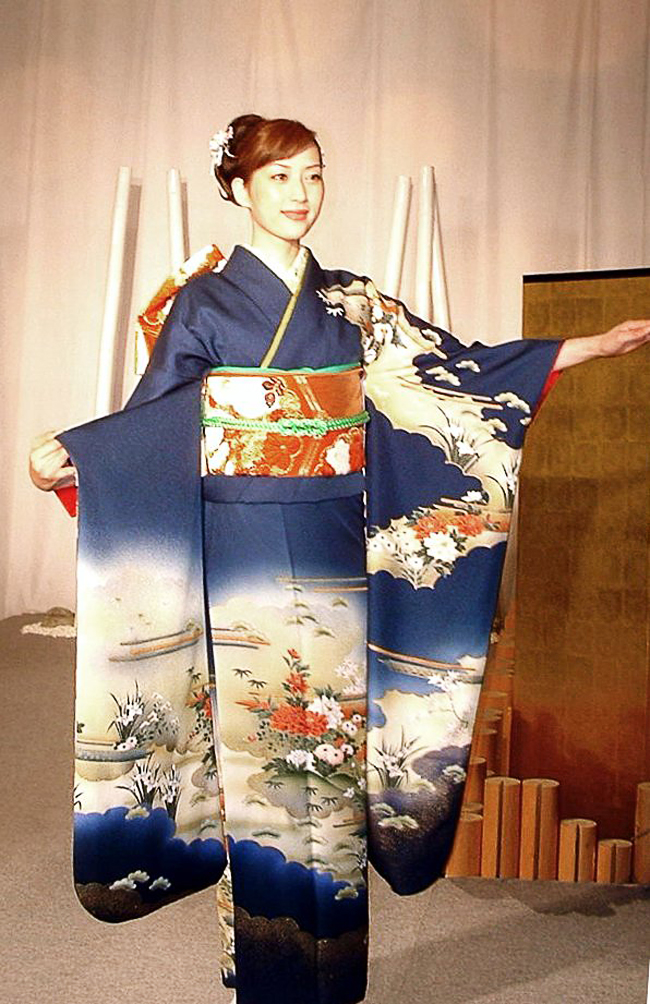
کیمونو، لباس سنتی لایه لایه ژاپنی
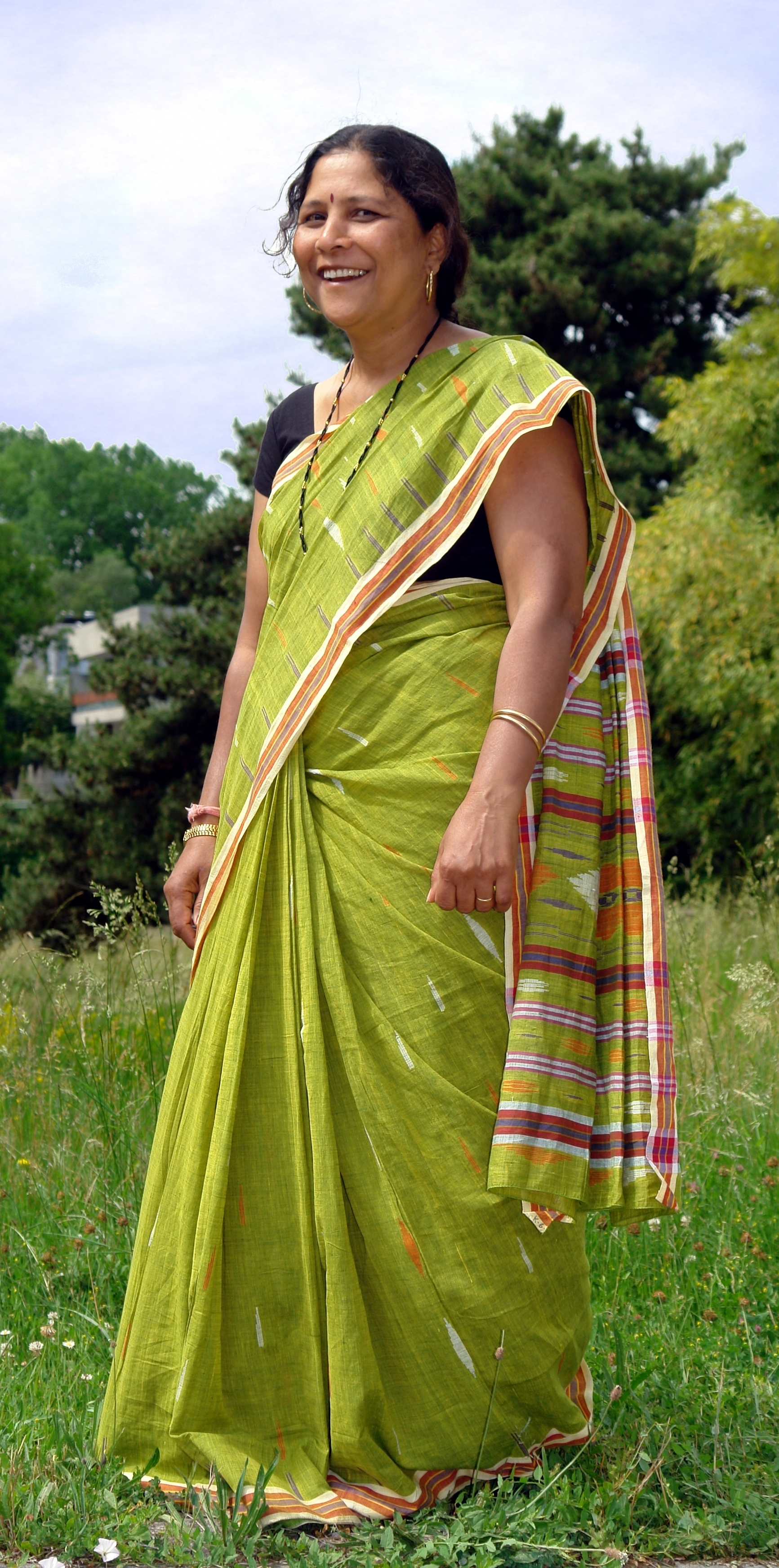
ساری، نوعی لباس زنانه که در شبه قاره هند استفاده می‌شود.